# 勇气号火星探测器
勇气号（Spirit）也称为MER-A（火星探测漫游者–A）或MER-2，是一辆从2004年一直活跃至2010年的火星机器人漫游车。“勇气号”在火星上运行了2208个火星日或3.3个火星年（2249日；6年77天）。它是由喷气推进实验室管理的美国国家航空航天局火星探测漫游者任务中的两辆探测车之一。2004年1月4日04时35分，勇气号成功降落在古瑟夫撞击坑内，比它孪生的机遇号火星车（MER-B）早三周登陆火星。它的名字是通过美国宇航局赞助的学生作文竞赛中所选出。2009年末，该火星车被困于“沙坑”中，角度妨碍了它的太阳能电池板充电，它与地球的最后一次通讯是在2010年3月22日。
该火星车完成了计划的90个火星日任务（略少于92.5个地球日）。在清洁活动帮助下，太阳能电池板产生了更多的电能量。勇气号的有效运行时间比美国宇航局任务规划人员所预期的长20多倍，它还记录了7.73公里（4.8英里）而非计划中600米（0.4英里）的行驶里程，从而可对火星岩石和行星表面特征进行更广泛的地质分析。任务第一阶段（90个火星日主要任务）的初步探测结果发表在《科学》杂志的一期特刊上。
2009年5月1日（在着陆后的5年3个月27个地球日，为所计划任务时间的21倍）勇气号受困于软沙中，这并非该任务第一次遇到的“陷入事件”，在接下来的八个月裏，美国宇航局仔细分析了这一情况，并在地球上进行理论和实践模拟，最后对探测车进行编程，尝试驱动车辆驶出困境。这些努力一直持续到2010年1月26日，当时美国宇航局官员宣布，火星车可能因陷于软沙中而无法脱困，但它仍可在原地继续从事探测活动。
探测车继续充当固定探测平台，直止2010年3月22日（第2208火星日）通信中止。喷气推进实验室仍尝试与其恢复通信，但到2011年5月24日，美国航天局宣布不再联络无响应的火星车，并声明该任务业已结束
。此后不久，美国宇航局在总部举行了正式告别仪式。

## 任务概述

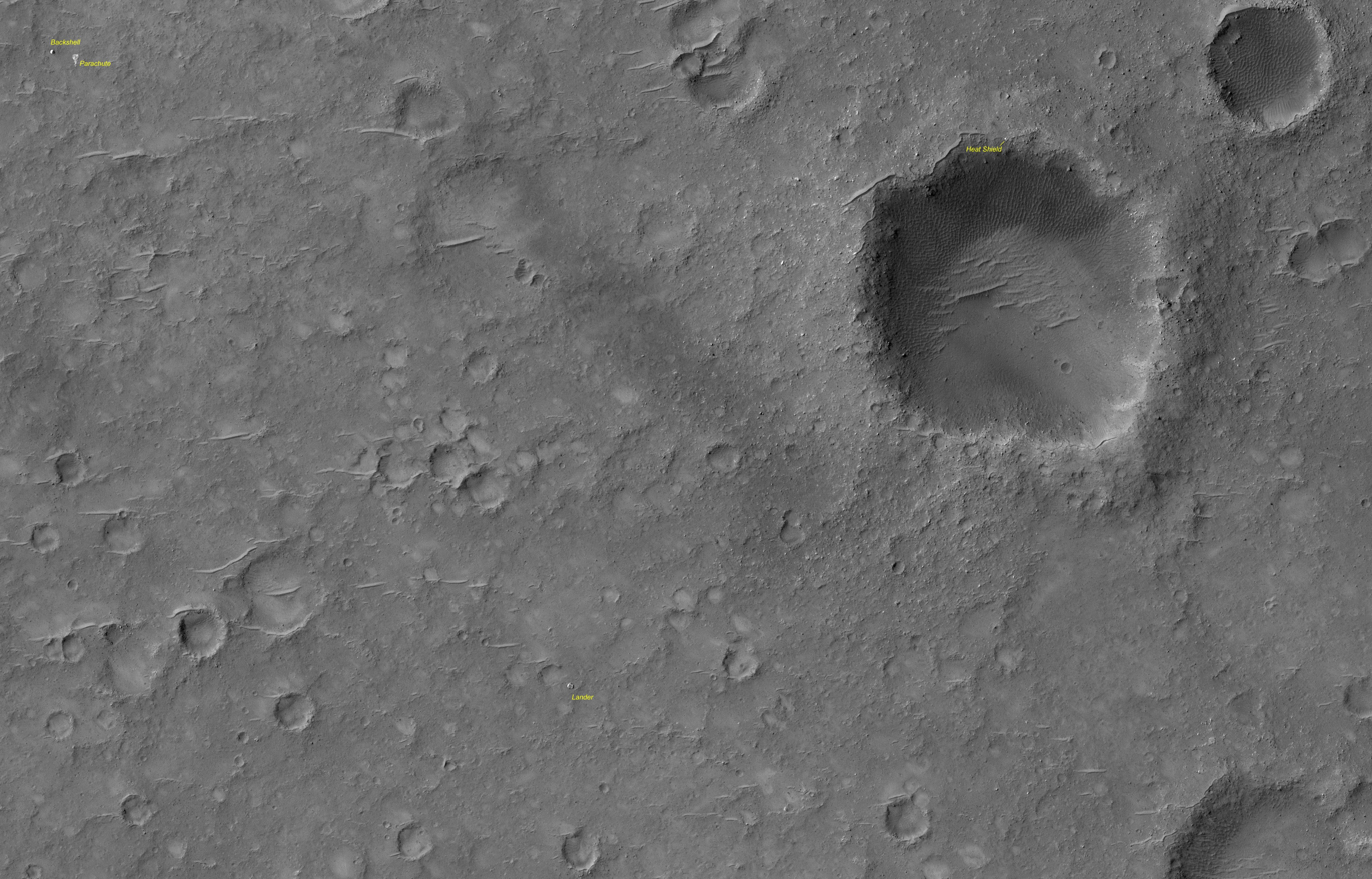
2006年12月4日，火星勘测轨道飞行器拍摄的勇气号着陆点。

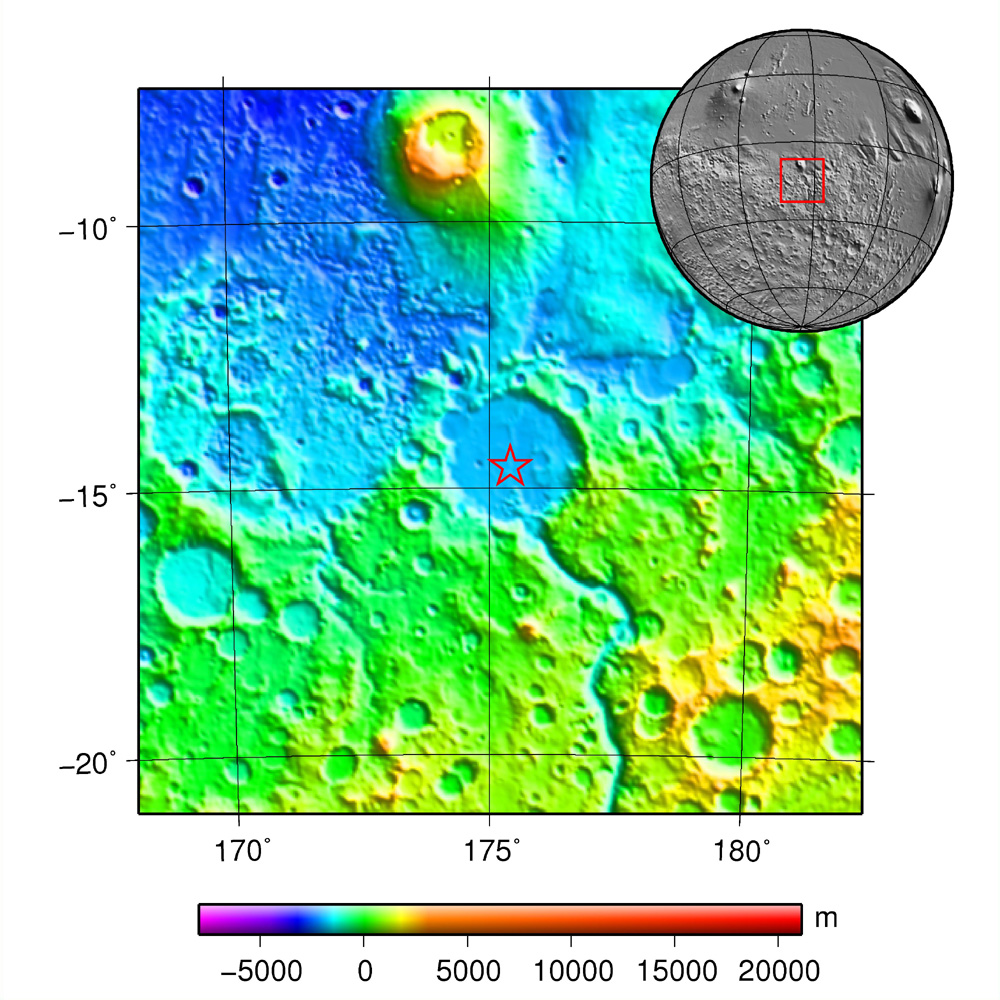
勇气号着陆点（星号标注处）区域图。

勇气号的主要地面任务计划至少持续90个火星日，该任务获得数次延期，持续了大约2208个火星日。2007年8月11日，勇气号在第1282个火星日成为火星表面运行时间第二长的着陆器或漫游车，比海盗2号着陆器长一个火星日，直到2010年5月19日才被机遇号超越。海盗2号由核电池供电，而勇气号则由太阳能电池板供电。运行周期最长的火星探测器是海盗1号，它在火星表面运行了2245个火星日。2010年3月22日，勇气号发出了最后一次通讯，因此，它只比海盗1号的运营时间短一个多月。在勇气号更新档案中可找到有关漫游车状态的每周更新资料。
截至2010年3月22日（第2210个火星日），勇气号总行驶里程达到7730.50米（4.8英里）。

## 目标
火星探测漫游者任务的科学目标是：

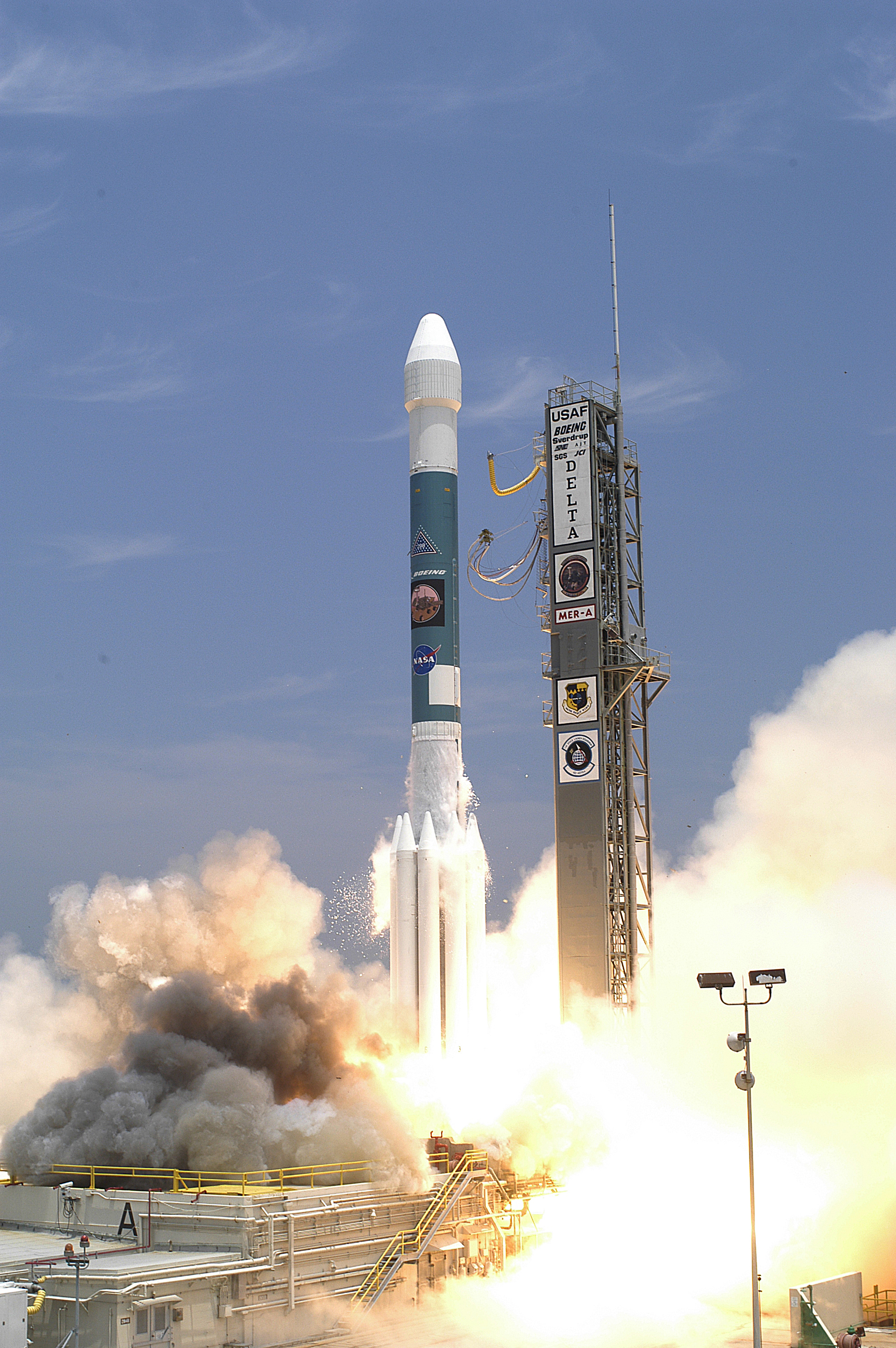
2003年6月10日，德尔塔2型运载火箭搭载勇气号发射升空。

- 寻找并描述各种具有过去水活动线索的岩石和土壤，特别是搜索那些通过与水有关的作用如降水、蒸发、沉积胶结或热液活动等所沉积的矿物样本。
- 测定着陆点周边矿物、岩石和土壤的分布和构成。
- 确定何种地质作用塑造了当地地形并影响了化学反应，这些作用可能包括水或风的侵蚀、沉积、热液机制、火山活动和撞击事件。
- 校对和验证火星勘测轨道飞行器上仪器所观测的表面，这将有助于确定各种从轨道测量火星地质的仪器的精确性和有效性。
- 寻找含铁矿物，识别并量化含水或在水中形成的特定矿物类型的相对数量，如含铁碳酸盐。
- 描述岩石和土壤的矿物种类和质地，并确定产生它们的作用过程。
- 寻找存在液态水时所具有的环境条件地质线索。
- 评估这些环境是否有利于生命。

美国宇航局从火星环境是否适合生命的问题入手，来寻找火星上存在生命的证据。科学上已知的生命形式需要水，因此火星上水的历史是一项关键的信息。尽管火星探测车没有直接探测生命的能力，但它们可提供非常重要的有关火星历史上环境宜居性的信息。

## 命名
美国国家航空航天局2003年火星探测计划，官方正式名称火星探测漫游者，代号MER。勇气号是两部双胞胎火星车中的第一部，代号MER-A。
除了官方正式名称和代号，2002年11月4日，两部火星车发射之前，美国国家航空航天局宣布与丹麦著名玩具制造商乐高公司和行星學會合作，由乐高赞助举办火星漫游车命名竞赛，面向5至18岁美国青少年为两部双胞胎火星车征集名字。凡是在美国学校学习，并在2002年秋季学习注册过的学生均可报名参加。竞赛活动于2003年1月31日截止，最后结果于2003年6月8日，第一部火星车勇气号发射前夕对外公布。
这次活动总共为两部双胞胎火星车征集到了将近10000个名字，其中来自美国亚利桑那州的9岁女孩索菲·柯林斯提出的方案从众多方案中脱颖而出，被美国国家航空航天局采用。

我曾居住在孤儿院裡。

那里又黑又冷又孤独。

晚上，我仰望闪烁星空会感觉好些。

我梦见我能飞向那里。

在美国，我能让我的梦想成为现实……

谢谢你，勇气号和机遇号。

— 索菲·柯林斯，9岁

## 设计与建造

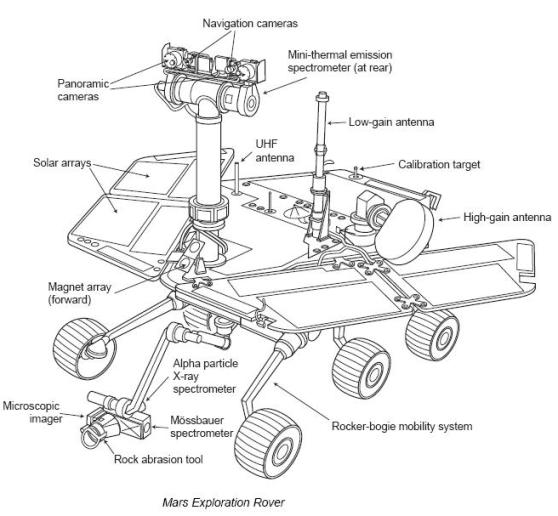
带注释的漫游者设计图

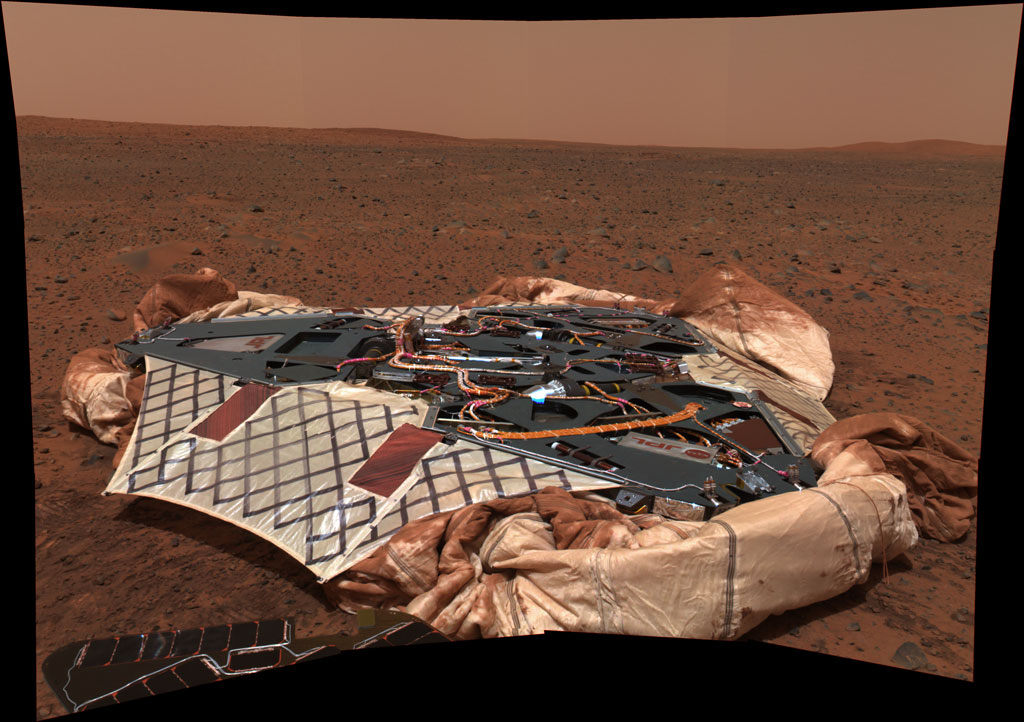
2004年1月18/19日（第16个火星日），勇气号漫游车拍摄了位于火星表面的着陆器照片。

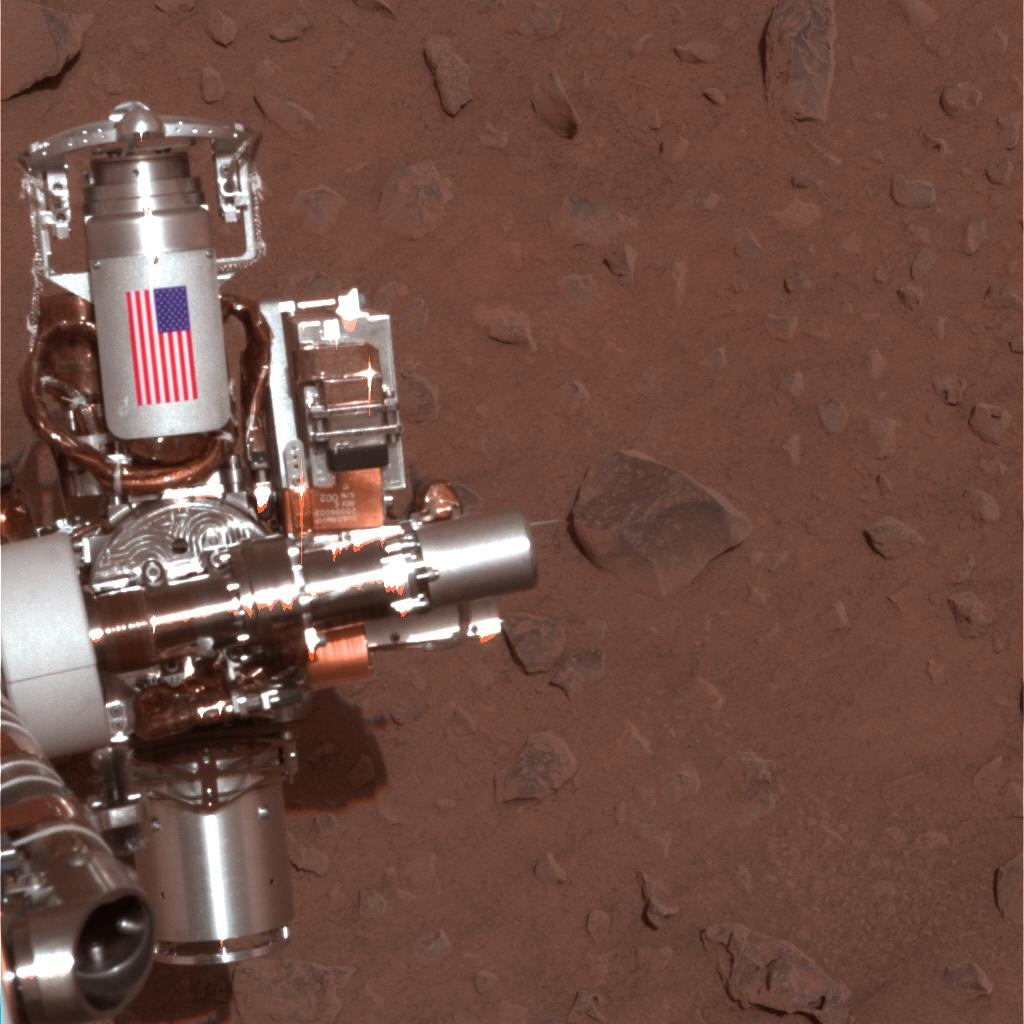
勇气号岩石碾磨工具上的美国国旗金属片是由从世贸中心大楼遗址中回收的铝所制成。

勇气号（及其孪生的机遇号火星车）为六轮太阳能机器人，高1.5米（4.9英尺）、宽2.3米（7.5英尺）、长1.6米（5.2英尺），重180公斤（400磅）。摇杆转向架系统上的六只车轮可在崎岖地形上行驶。每只车轮都装有马达，车辆能前后转向，设计可在高达30度的斜坡上安全运行，最高时速5厘米/秒（2英寸/秒）；每小时0.18公里（0.11英里/小时），但平均速度约为1厘米/秒（0.39英寸/秒）。勇气号和机遇号上都有从倒塌的世贸中心大楼中回收的金属碎片，这些金属碎片被“制成了防护罩，以保护钻探装置上的电缆”。
太阳能电板每个火星日约产生140瓦的电能，最长可达四小时，而可充电锂离子电池则储存电能供夜间使用。勇气号上的车载电脑使用一块20兆赫的IBM RAD6000芯片，配有128兆动态随机存储器、3兆只读存贮器和256兆的闪存。探测车工作温度范围为摄氏±40度（华氏-40度到104度），由放射性同位素加热器提供基本温度环境，必要时辅以电加热器，而金箔和二氧化硅凝胶层则提供隔温保护。
通信依靠以低数据速率通信的全向低增益天线和可操纵的高增益天线，两者均可直接与地球联系。低增益天线也被用于将数据传递到绕火星运行的中继轨道器上。

### 科学酬载
探测仪器包括：
- 全景相机–检查当地地形的纹理、颜色、矿物类型和结构。
- 导航相机–单色，视场更宽但分辨率较低，用于导航和驾驶。
- 小型热辐射光谱仪–识别感兴趣的岩石和土壤以进行更仔细的检查，并确定形成它们的作用。
- 避障相机，两台120度视场的黑白相机，可提供有关漫游车周围环境的额外数据。

漫游车的机械臂上安装有以下仪器：
- 微型穆斯堡尔光谱仪（MB）–用于对含铁岩石和土壤的近距离矿物研究。
- 阿尔法粒子X射线光谱仪 (APXS)–对构成岩石和土壤的元素丰度进行近距离分析。
- 磁铁–用于收集磁性尘粒。
- 显微成像仪（MI）—获取岩石和土壤的近距离高分辨率图像。
- 岩石钻磨工具（RAT）-剥露出新的岩层，以供车载仪器检查。

## 任务年表

### 2004年
勇气号火星探测车于2004年1月4日地面标准世界时4时35分成功着陆在火星表面，这是它90个火星日任务的开始，但太阳能电板的清洁事件意味着这将是一项一直持续至2010年的更长任务的开始。

#### 着陆点：“哥伦比亚”纪念站

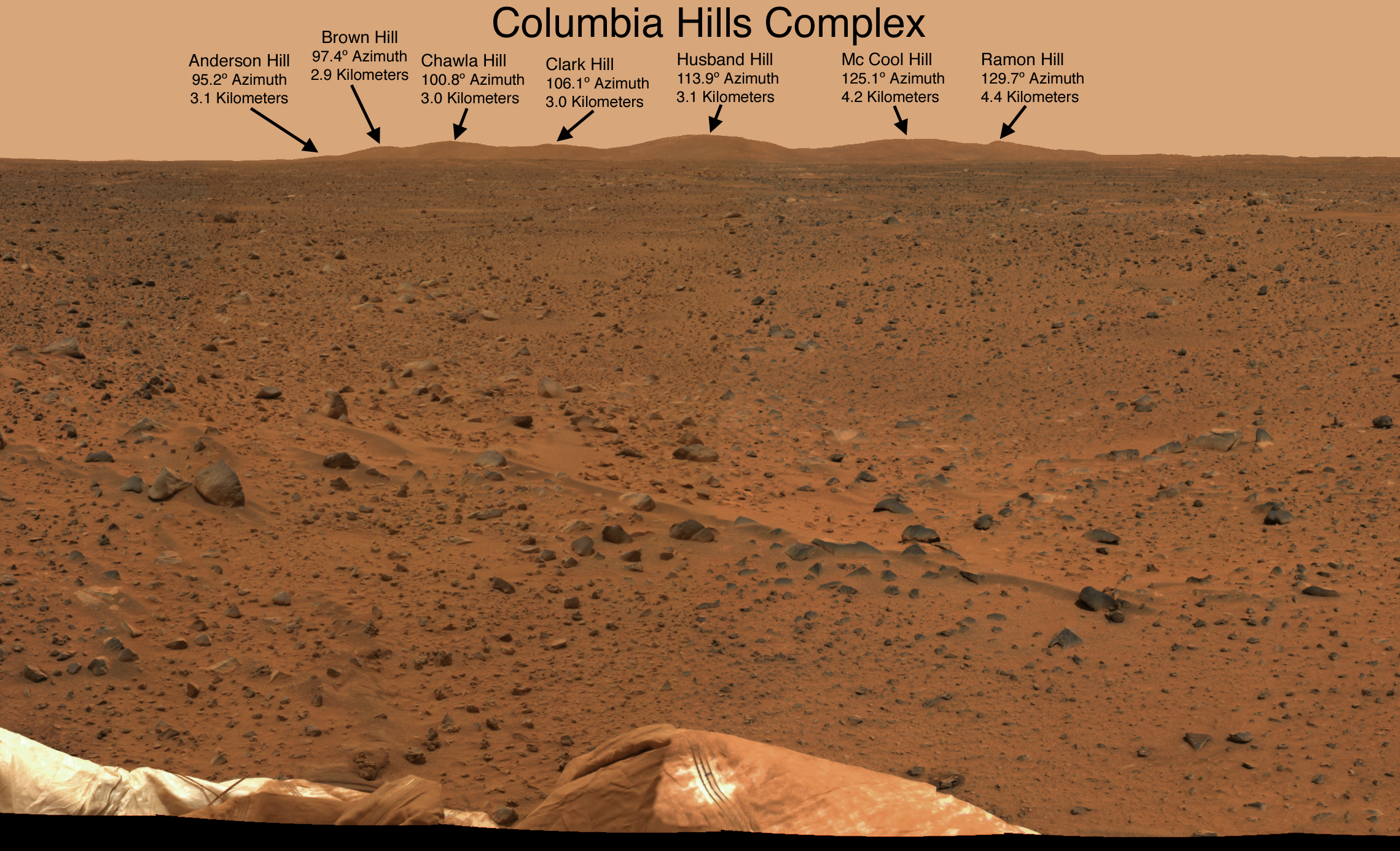
在勇气号着陆点拍摄的带有注释的哥伦比亚丘陵全景图，从左至右分别为安德森峰（方位角95.5度、距离3.1公里）、布朗峰（97.4度、2.9公里）、乔拉峰（100.8度、3公里）、克拉克峰（106.1度、3公里）、赫斯本德峰（113.9度、3.1公里）、麦库尔峰（125.1度、4.2公里）、拉蒙峰（129.7度、4.4公里）。

勇气号的目标是一座过去似乎受到液态水影响的古瑟夫撞击坑，它以前可能是一座巨大撞击陨石坑中的古湖泊，距14°34′18″S 175°28′43″E / 14.5718°S 175.4785°E的目标椭圆区中心约10公里（6.2英里）。
着陆器在安全气囊保护下降落到地面后，漫游车露出并开始拍摄全景图像。这些信息为科学家提供了要选择的地质目标及驱车前往这些地点进行现场勘查所需的信息。下面的全景图显示了一片略微起伏的表面，四处散落着小石块，3公里（1.9英里）外的地平线上分布着山丘。火星探测漫游者团队将该着陆点命名为“哥伦比亚纪念站”，以纪念在哥伦比亚号航天飞机失事中遇难的七位航天员。
沉睡谷是上图右侧火星地面上的一处浅洼地，是探测车驶离着陆器平台时的早期目的地。美国宇航局的科学家们对该陨石坑非常感兴趣。它宽9米（30英尺），位于着陆器以北约12米（39英尺）处。

#### 首幅彩色照片

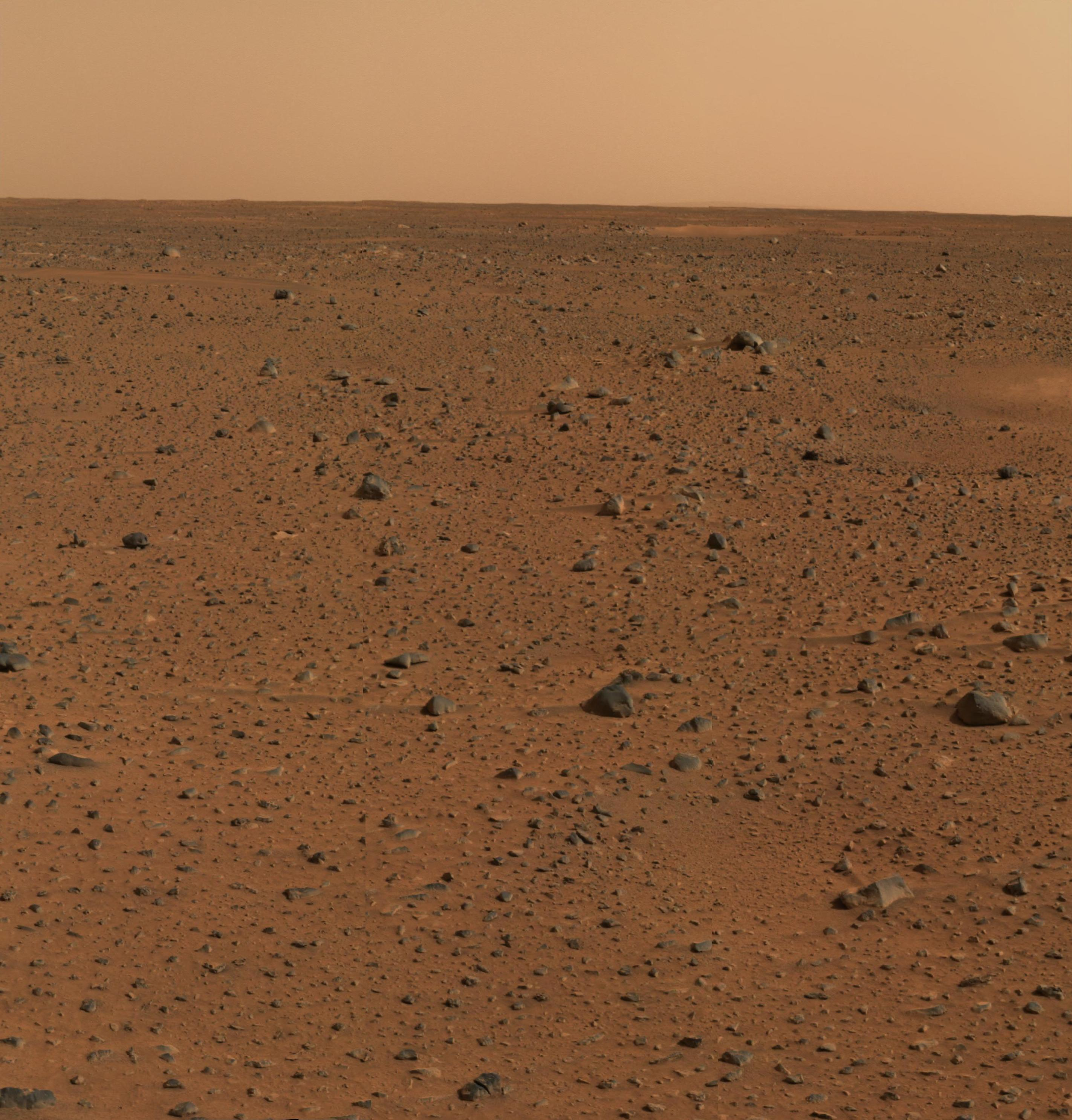
从勇气号所拍摄图像编译而成的首张彩色照片，这是在另一星球上拍摄的分辨率最高的彩色图像。

右边是勇气号火星探测车上全景相机所拍摄的第一张彩照，这是在另一颗行星表面拍摄的最高分辨率图像。据康奈尔大学的相机设计师吉姆·贝尔（Jim Bell）介绍，全景拼接图由四幅三倍宽的全景相机图像组成。最初显示的图片全尺寸为4000×3000像素，但一张完整的全景照片甚至比它还大8倍，并且能以立体方式拍摄（即两张完整的照片，使分辨率再提高一倍），色彩相当准确。（有关技术解释，请参见人眼范围外的颜色 （页面存档备份，存于））。
火星探测漫游者的全景相机为黑白拍摄设备，13片旋转滤镜轮可生成同一场景不同波长下的多幅图像。一旦在地球上接收到这些图像，就可将它们组合成彩色图像。

#### 第17个火星日闪存异常
2004年1月21日（第17个火星日），勇气号突然停止了与任务控制中心的通信。次日，漫游车发出7.8字节/秒的哔哔声，确认它收到来自地球的信号，但表明探测器认为自身处于故障模式，只能间歇性地响应指令。这被描述为一种非常严重的异常，但如果只是软件或内存损坏问题，而非严重的硬件故障，则有可能得到修复。勇气号被指示发回工程数据，并于1月23日发送了数条低比特率的短信息，最后通过X波段将73兆字节传输到2001火星奥德赛号。工程数据的读数表明漫游车并未进入休眠状态。因此，它正处于耗能和过热中——若不尽快修复，这些风险因素可能会毁掉漫游车。在第20个火星日，指令团队向它发送了一条“SHUTDWN_DMT_TIL”指令（“关闭该死的直到”），试图让它暂停至指定时间，但它似乎忽略了这条指令。
当时的主流看法认为漫游车陷入了“重启循环”中。如果漫游车出现故障它就会自动重启，但如果在重启过程中发生故障，则它将永远重启下去。重启后问题仍在的事实表明，错误不在随机存储器中，而是在闪存、只读存储器或硬件故障中，最后一种情况可能会毁掉这辆漫游车。设计师们事前已考虑到了闪存和只读存储器会出现错误的可能，漫游车可在不接触闪存的情况下重新启动，无线电本身可解码有限的指令集—这足以让漫游车在不使用闪存的情况下重启。由于不访问闪存，重启循环就被会被中止。
2004年1月24日（第19个火星日），漫游车维修团队宣布问题出在勇气号的闪存和所写入的软件上。据信闪存硬件工作正常，但软件中的文件管理模块“不够稳定”，无法执行问题发生时勇气号所执行的操作，这表明问题是由软件缺陷而非硬件故障所引起。美国宇航局工程师们最终得出的结论是文件系统中的文件太多，这是一相对较小的问题。这些文件大多包含不需要的飞行数据。在意识到问题所在后，工程师们删除了一些文件，并最终重新格式化了整个闪存系统。2月6日（第32个火星日），漫游车恢复到原来的工作状态，科探活动得以继续进行。

#### 首次研磨火星岩石

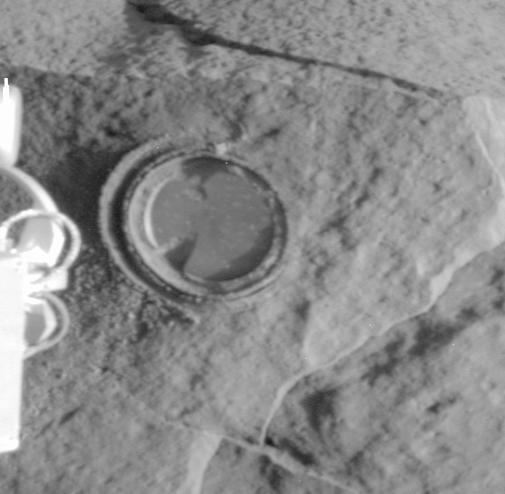
火星岩石的数码相机（全景相机）图像（经岩石钻磨工具研磨后拍摄的阿迪朗达克岩石）。

作为在火星上首次有目的研磨的岩石，勇气号团队选择了一块名为“阿迪朗达克”的岩石。为行驶到那里，漫游车沿95厘米（37英寸）弧线转弯40度，然后原地转身面朝目标岩石，并前后进退四次计1.9米（6.3英尺）接近目标。之所以选择阿迪朗达克岩而非另一块更靠近的“生鱼片”（Sashimi）岩石，是因为阿迪朗达克岩石表面更平整，更适合岩石钻磨工具（又名“耗子”）。勇气号在岩石上钻出了一个直径45.5毫米（1.79英寸），深度2.65毫米（0.104英寸）的小凹孔，并使用漫游车上的显微成像仪和其他仪器对新露出的岩石内部进行了勘查，确认该岩石为火山玄武岩。

#### 汉弗莱岩石
2004年3月5日，美国宇航局宣布勇气号在火星一块被称为“汉弗莱”（Humphrey）的岩石中发现了曾经有过水的迹象。麦克唐纳大学教授兼圣路易斯华盛顿大学地球和行星科学系主任雷蒙德·阿维森（Raymond Arvidson）在美国宇航局的新闻发布会上报告说：“如果我们在地球上发现了这块岩石，我们会说它是一块曾被少量流体流过的火山岩”。相较于孪生漫游车“机遇号”发现的岩石，它是由岩浆形成，然后在小裂缝中夹杂有看起来像结晶矿物的明亮物质。如果这一解释成立，那么这些矿物很可能溶解在水中，水要么被带至岩石内部，要么在岩石形成后的后期与岩石相互作用过。

#### 邦纳维尔撞击坑
2004年3月11日的第65个火星日，勇气号在行驶400码（370米）距离后，到达了邦纳维尔撞击坑。该陨坑直径约200米（220码），坑底位于地表以下约10米（11码）。喷气推进实验室认为，将漫游车驶入陨石坑并非明智之举，因为在里面没有看到任何感兴趣的目标。勇气号沿南侧边缘行驶，继续朝西南方驶向哥伦比亚丘陵。
勇气号在第105个火星日抵达密苏拉陨击坑（Missoula），该陨坑直径约100米（91米）、深20码（18米）。密苏拉陨击坑因其所含岩石较旧，未被视为高优先级目标，漫游车绕过它的北侧边缘，继续向东南方行驶。
然后它在第118个火星日到达拉洪坦陨击坑（Lahontan），沿边缘行驶至第120个火星日。拉洪坦坑直径约60码（55米）、深约10码（9.1米）。一道长长的蜿蜒沙丘从它的西南侧延展开来，勇气号绕着它前行，因为疏松的沙丘对漫游车车轮的抓地力存在未知的风险。

#### 哥伦比亚丘陵

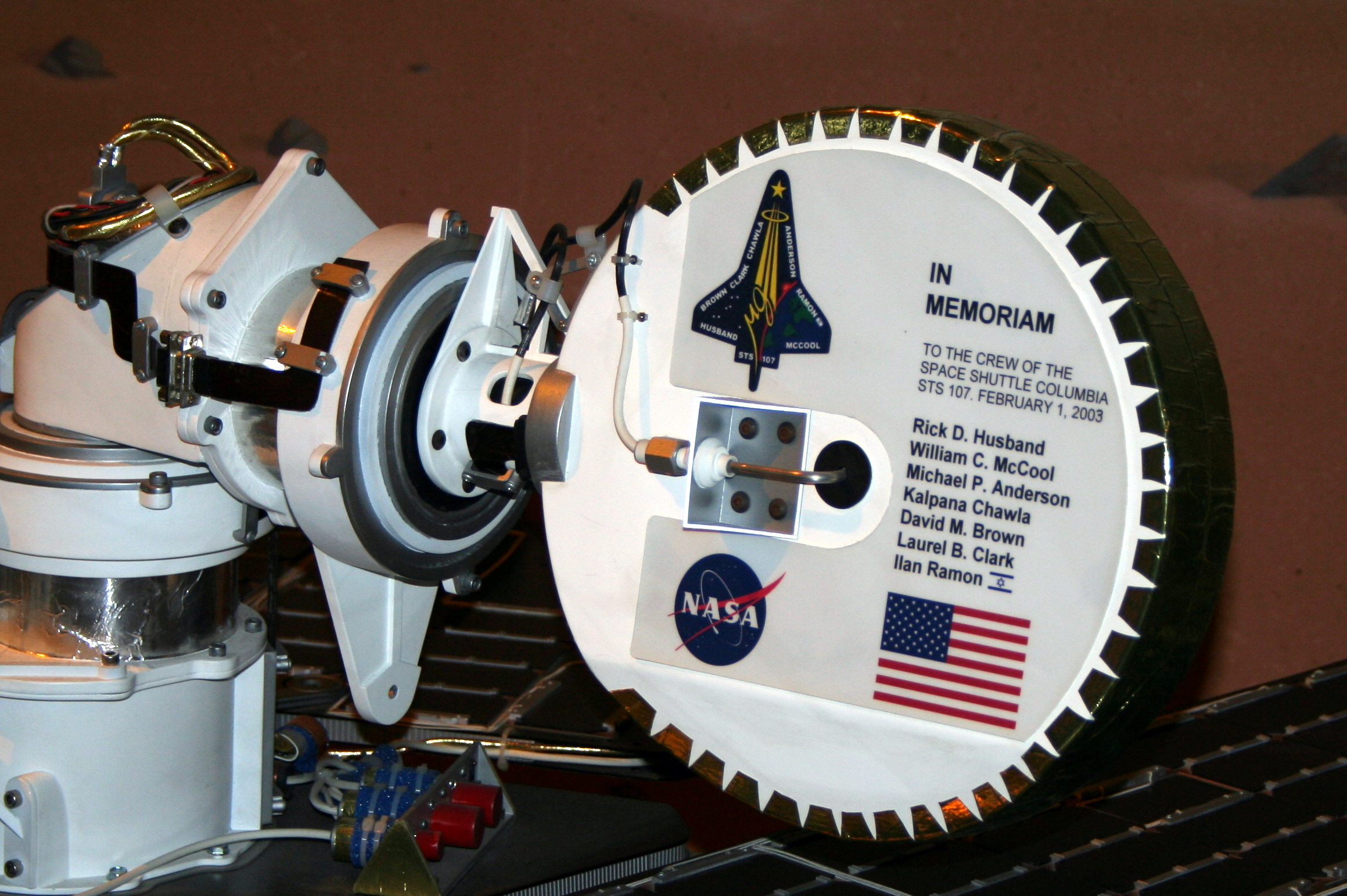
勇气号上含有一件对2003年哥伦比亚号航天飞机STS-107次任务机组人员的纪念物，该航天飞机在返回地球大气层时解体。

勇气号从邦纳维尔撞击坑直奔哥伦比亚丘陵途中，只在地形难以导航时，工程师才会直接进行操控，否则，漫游车将以自主模式行驶。在第159个火星日，勇气号到达了哥伦比亚丘陵基地的第一个目标地—“西脊”（West Spur），并对汉克凹谷（Hank's Hollow）进行了23个火星日的研究。汉克凹谷内有一块被称为“金壶岩”的奇石，它位于一片光滑区域中，抵近分析较为困难。在使用阿尔法粒子X射线光谱仪和穆斯堡尔光谱仪进行详细分析后，发现其中含有赤铁矿，这种岩石可以通过水的作用形成。
由于日落以及尘埃的影响，太阳能电池板产生的电能降低，因此，漫游车切换为深度休眠模式，在这种模式下，即使仪器出现故障，漫游车也会在夜间彻底关闭系统以节省能源。选择这条线路也是为了让漫游车的太阳能板尽可能朝冬季的阳光方向倾斜。
从这里起，勇气号沿山脚向北驶向在第192至199个火星日期间进行研究的羊毛地（Wooly Patch）。截止203个火星日，勇气号向南驶上了山坡，到达名为“克洛维斯”（Clovis）的岩石旁，并在第210到225个火星日对克洛维斯进行了钻磨和分析。克洛维斯岩之后的相继目标则分别为火星日第226-235天的埃比尼泽（Ebenezer）、第270天的泰特尔（Tetl）、第281-295天的乌赫本（Uchben）和佩林（Palinque）以及第296-303日的卢特菲斯克（Lutefisk）。从第239至262日，勇气号因行星凌日而断电，当时与地球的通信暂时中断。勇气号沿之字形路线缓慢地向赫斯本德山顶攀行，在第344个火星日准备翻过新指定的“坎伯兰岭”，进入“拉里瞭望台”和“田纳西谷”。勇气号还与欧空局的轨道器火星快车号进行了通信测试，虽然它通常只与美国宇航局的火星奥德赛号和火星全球探勘者号轨道器通信。

### 2005年

#### 行驶到赫斯本德山
勇气号现已在火星上运行了一整个地球年，正缓慢地向赫斯本德山顶驶去。这很困难，因为山坡上遍布着岩石障碍和沙地，经常导致滑移，无法按计划路线行驶。2月，勇气号的电脑接受了软件更新，提高了行驶自主性。第371个火星日，勇气号抵达坎伯兰岭（Cumberland Ridge）顶端附近一块名为“和平”（Peace）的岩石旁。第371个火星日，勇气号使用钻磨工具碾磨了和平岩。到第390个火星日（2005年2月中旬），勇气号朝“拉里瞭望台”（Larry's Lookout）方向前进，倒车上山。当时，科学家们正尝试为这次攀登节省尽可能多的电能。
勇气号沿途还考察了一些目标，包括在这颗红色星球上发现的盐分含量最高的土壤-帕索·罗布尔斯（Paso Robles），土壤成分中也含有大量的磷，但远不及勇气号采样的另一块岩石“许愿石”（Wishstone）中的高。勇气号科研成员之一的史蒂夫·斯奎尔斯（Steve Squyres）博士在谈及这一发现时说，“我们仍在努力弄清楚这意味着什么，但很明显，周围有这么多盐，水在这里起了作用”。

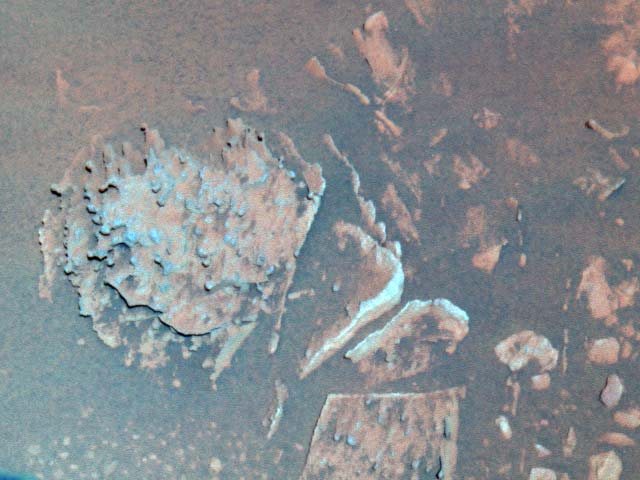
金壶岩
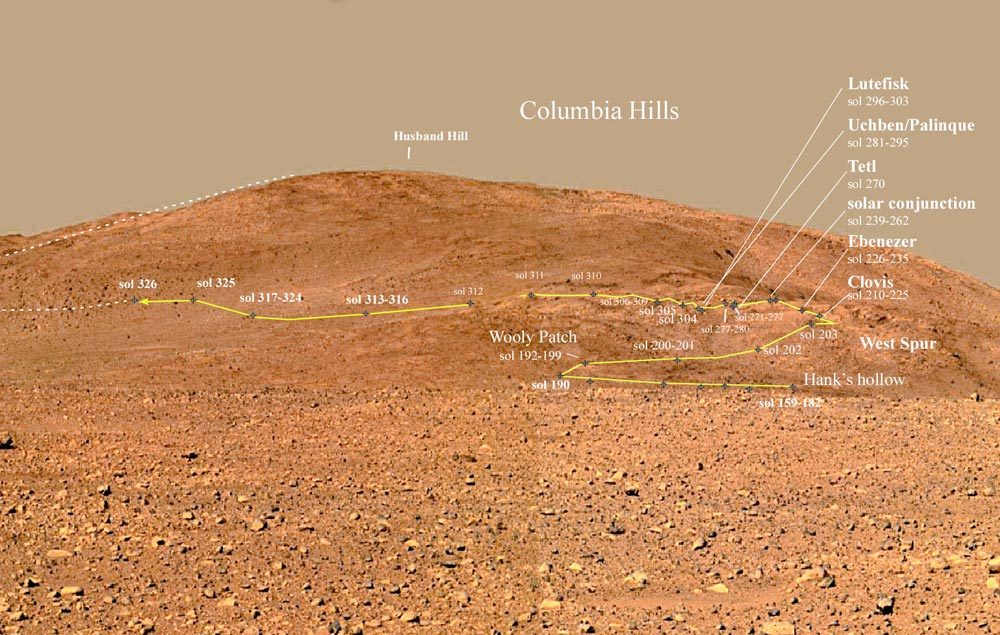
勇气号翻越赫斯本德山
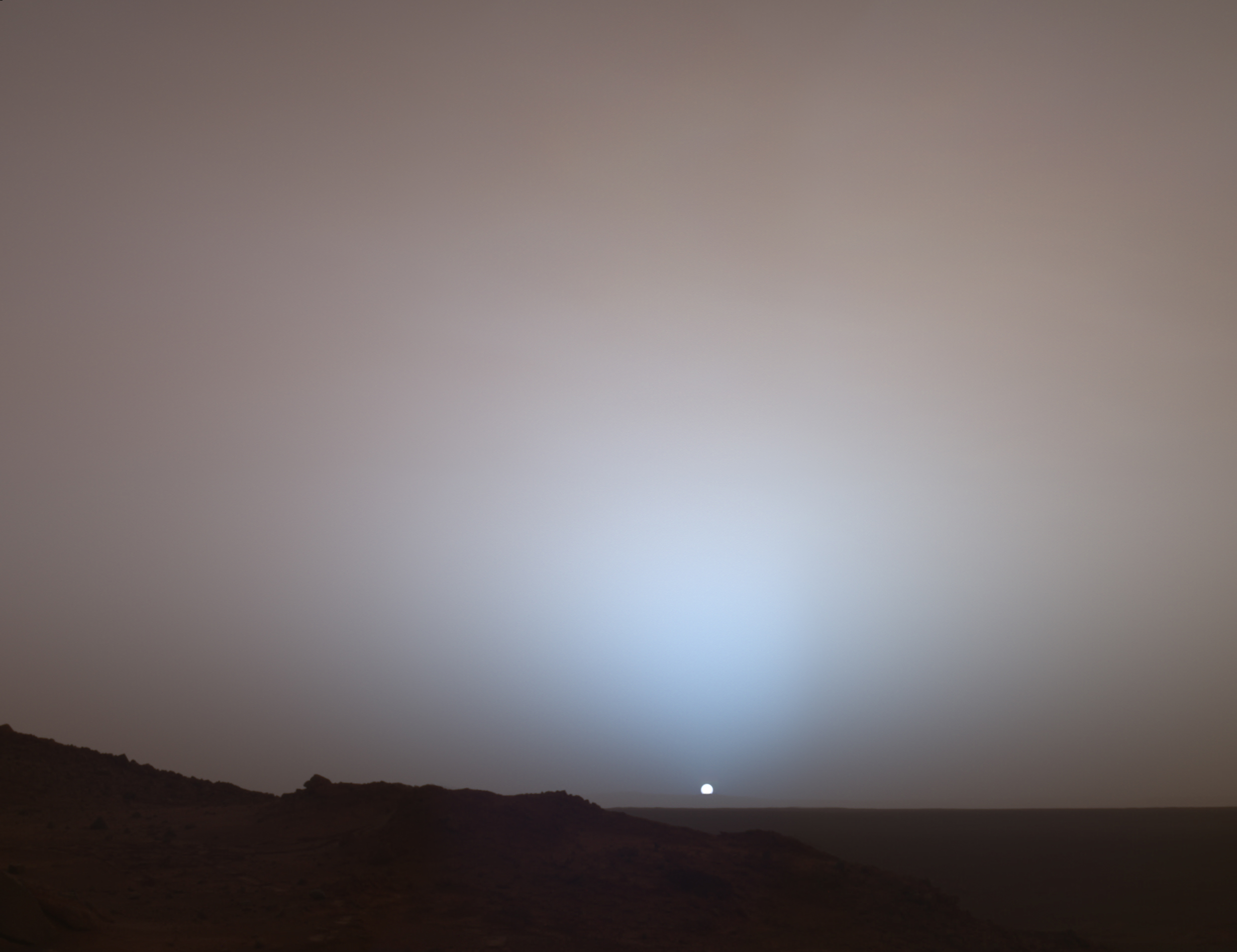
2005年5月19日，勇气号在古瑟夫撞击坑拍摄的火星日落。

#### 尘卷风
2005年3月9日（可能是在火星夜晚），漫游车的太阳能电池板效率从原来的约60%跃升到93%，随后在3月10日发现了尘卷风。美国宇航局的科学家们推测，一定是尘暴将太阳能电池板清扫得干干净净，这可能会大大延长任务持续时间。这也标志着勇气号或机遇号首次发现了尘暴，显而易见地成为迄今为止任务的最大亮点之一，之前尘暴只被火星探路者号探测器拍摄到。
2005年3月12日（第421个火星日），监测火星勇气号的任务成员报告说，与尘暴的幸运相遇清洁了机器人的太阳能电池板，能量水平显著提高，预计日常的探测研究将会进一步扩大。

勇气号拍摄的火星尘卷风视频，左下角的计数器指示序列中第一张照片拍摄后的时间（以秒为单位）。在最后几帧中，可看到尘暴在火星表面留下了痕迹，背景中还出现了另外四股尘卷风。

#### 赫斯本德山顶
截至8月，勇气号距离顶端只有100米（330英尺）。在此，人们发现赫斯本德山有两座山峰，其中一座略高于另一座。8月21日（第582个火星日），勇气号抵达了赫斯本德山真正的顶峰，成为首架登上另一颗星球山顶的探测器，全程共4971米。
在平坦的山顶上，勇气号拍摄了一幅包括整座古瑟夫撞击坑在内的360度真彩全景图。为更好地测定火卫一和火卫二的运行轨道，漫游车在夜间对它们进行了观测。在第656个火星日，勇气号配合地球轨道上哈勃太空望远镜，使用全景相机观测了火星天空和大气层的不透明度。
勇气号从山顶发现了一处称之为“本垒岩”的醒目构造，这是一个有趣的目标，但勇气号稍后将赶往麦库尔山，以便在即将到来的冬季前让太阳能电池板朝向太阳倾斜。10月底，漫游车驶下赫斯本德山前往本垒岩。在下山路上，勇气号在第690个火星日到达名为“科曼奇”（Comanche）的岩层。科学家利用全部三台光谱仪获取的数据发现，科曼奇岩层约四分之一的成分为碳酸镁铁，其丰度十倍于之前在火星所有岩石中发现的碳酸盐。碳酸盐起源于潮湿、接近中性的环境中，但溶于酸。科曼奇岩层的发现是火星探测任务漫游车首次明确证明了过去火星的环境可能比漫游车早前所发现的潮湿酸性环境更适合生命。

### 2006年

#### 行驶到麦库尔山
2006年，勇气号驶向一处称为“本垒岩”的区域，并于2月到达。要了解有关美国宇航局2006年事件，请参见勇气号2006年档案。
勇气号的下一站原计划位于麦库尔山北坡，在火星冬季，勇气号将在那里获得充足的阳光。2006年3月16日，喷气推进实验室宣布勇气号麻烦的前轮完全停止工作。尽管如此，它仍在朝麦库尔山前进，因为控制小组对漫游车进行了编程，让它拖着坏掉的车轮倒退着驶向麦库尔山。3月下旬，勇气号又遇到了疏松的土质，阻碍了它向麦库尔山的进发。后来决定终止前往麦库尔山的努力，转而将车停泊在附近一处名为低岭避风港的山脊上。
第744个火星日（2006年2月），勇气号尽最大努力抵达了本垒岩西北角，这是一块凸起的层状岩石露头，勇气号使用机械臂对它进行了科学观察。

#### 低岭避风港

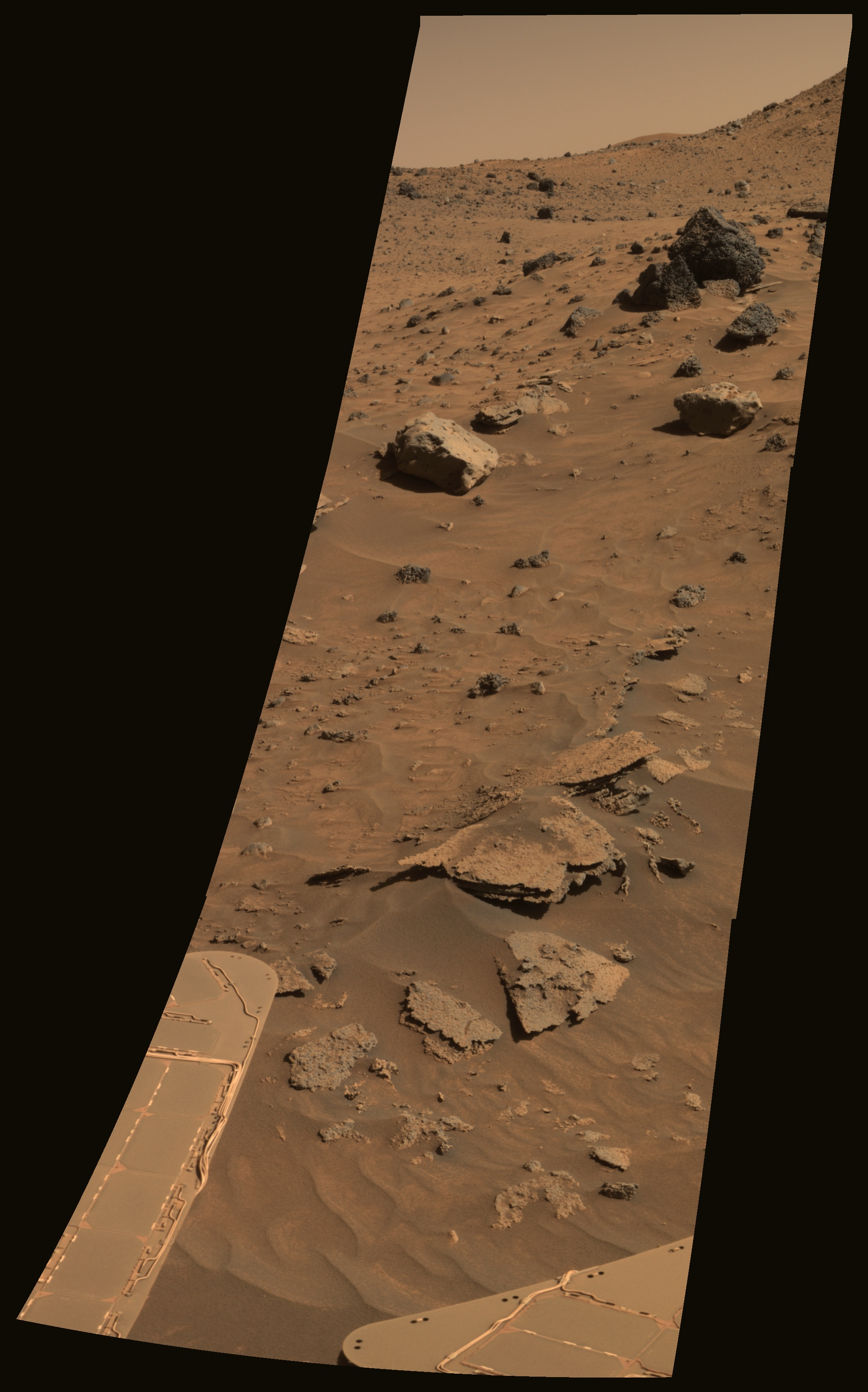
P2006年6月16日，在低岭发现的可能陨石。

2006年4月9日，勇气号漫游车抵达该山脊，并停驻在朝北倾斜11度的山脊上，勇气号在此度过了接下来的八个月，在这段时间内观察了周边地区的变化。由于火星冬季漫游车的电量较低，因此没有尝试行驶移动。2006年11月初，在最短冬日及通信严重受限的太阳会合期过后，漫游车进行了首次行驶，在机械臂可触及范围内小幅回转以寻找感兴趣的目标。
停驻低岭期间，勇气号拍摄到了两块化学性质与机遇号附近的火星表面陨石-热盾岩相似的岩石，分别被以孙中山之名和南极洲发现数颗火星陨石的位置命名为“中山”和“艾伦山”，它们在较暗的背景岩石中显得格外突出。目前正在作进一步的光谱测试，以确定这些岩石的确切成分，这两块岩石可能也是陨石。

### 2007年

#### 软件升级
2007年1月4日（第1067个火星日），两辆漫游车上的机载计算机都收到了新的飞行软件，在它们登陆三周年之际及时得到了升级。新系统允许漫游车自行决定是否传输图像，以及是否伸出机械臂检查岩石，这将为科学家们节省大量时间，因为他们不必筛选数百张图像来查找想要的目标，也不必检查周边环境以决定是否要伸展机械臂检查岩石。

#### 硅谷

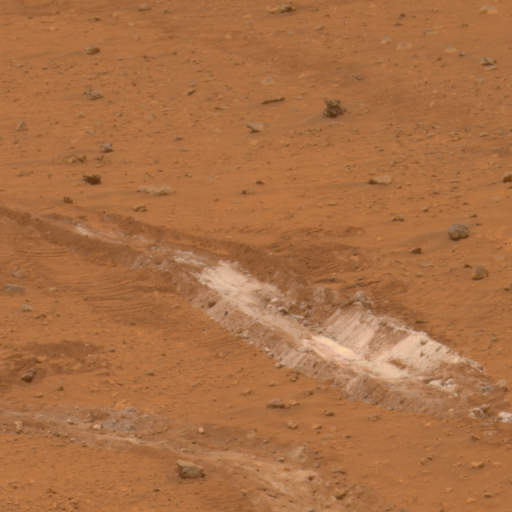
2007年4月20日，漫游车车轮刮开了富含二氧化硅的尘埃。

勇气号报废的车轮竟揭开了一丝曙光。2007年3月，当勇气号拖着后面损坏的车轮行驶时，废车轮刮开了火星的上层表土，露出下方一小块类似地球上温泉水或水蒸汽与火山岩接触区的地面，科学家们说这显示了过去对微生物生命来说是完美环境的证据。漫游车首席科学家史蒂夫·斯奎尔斯说，在地球上，这些地方往往充满了细菌。“我们对此感到非常兴奋”，他在美国地球物理联盟（AGU）的一次会议上说。该地区富含二氧化硅—窗户玻璃的主要成分，研究人员现在得出结论，这种明亮的材料一定是通过以下两种方式之一产生的。一、水将某处溶解的二氧化硅带至另一处（即间歇泉）时产生的温泉沉积物；二、通过岩石裂缝上升的酸性蒸汽剥离了它们的矿物成分，留下了二氧化硅。 “重要的是，无论是这一种还那一种假设，对火星以前宜居性的影响几乎都一样”，斯奎尔斯向英国广播公司新闻解释道。热水提供了一种微生物可在其中繁衍生长的环境，而二氧化硅的沉淀则会掩埋并保存它们。斯奎尔斯补充说：“你可去温泉，也可到火山喷气孔，在地球上任何一处地方都充满了生命—微生物生命”。

#### 全球沙尘暴与本垒岩
2007年，勇气号在本垒高原底部附近待了数月。在第1306个火星日，勇气号爬上了高原东部边缘。9月和10月，它检查高原南部几处地点的岩石和土壤。11月6日，勇气号到达本垒岩西侧边缘，开始拍摄可看到格里森山和赫斯本德山的西部山谷全貌，这张全景图于2008年1月3日发布在美国宇航局网站上，但几乎没有引起注意，直到1月23日，一家独立网站发布了该图像放大的细节，显示了一块数厘米高的岩石特征，从侧面看类似右臂部分举起的人形。

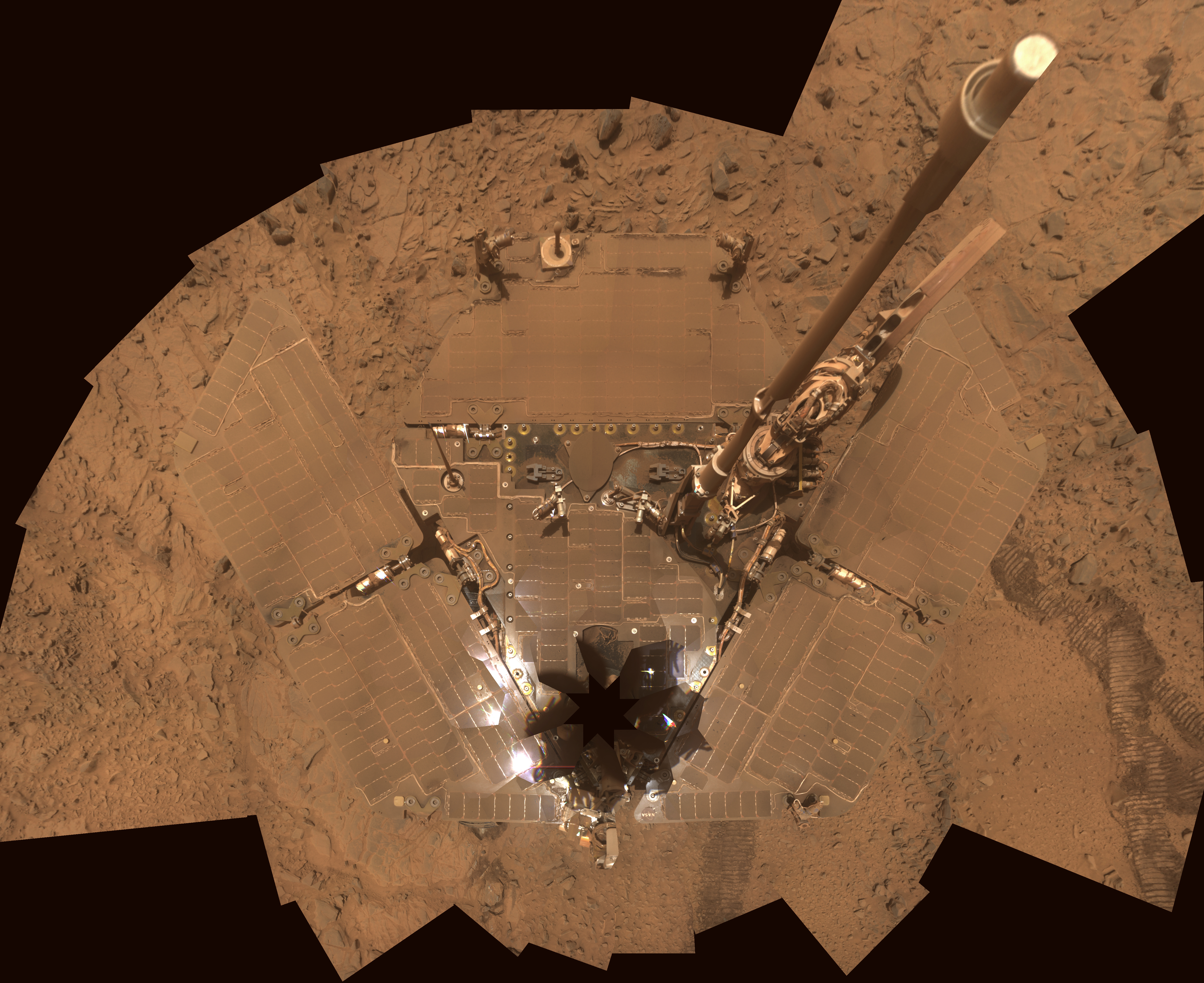
圆形投影显示了2007年10月被尘埃覆盖的勇气号太阳能电池板。

接近2007年6月底，一系列沙尘暴开始使火星大气层弥漫着尘埃，风暴愈演愈烈。到7月20日，勇气号和机遇号都面临因缺乏电能而出现系统故障的风险。美国宇航局向媒体发布了一份声明，其中（部分）称，“我们正在支持漫游车能在这些风暴中幸存下来，但它们从未被设计用于如此恶劣的条件下”。沙尘暴造成的关键问题是，由于大气中尘埃太多，导致太阳能量急剧减少，以至于阻碍了99%的阳光直射到机遇号上，而勇气号的情况则稍好一些
通常情况下，漫游车上的太阳能电池板每个火星日可产生最高700瓦时（2500千焦耳）的能量。风暴过后，产生的能量大幅减少至128瓦时（460千焦耳）。如果漫游车每天产生的电量低于150瓦时（540千焦耳），它们必须开始耗用电池来运行救生加热器。如果电池也耗尽，则关键电气元件可能会因严寒而失效。两辆漫游车都被置于最低功率设置以待风暴结束。8月初，风暴开始稍稍减弱，使漫游车能成功地为电池充电。它们一直处于冬眠状态，以等待风暴余波散去。

### 2008 年

#### 冬眠
对勇气号来说，需关注的主要是电量输出水平。为增加照射到太阳能电池板上的阳光，漫游车停泊在本垒岩北侧尽可能陡峭的斜坡上。预计太阳能电池板上的尘埃覆盖量将会增加70%，并需要30度的坡度才能过冬。2月，倾斜度达到29.9度，并利用有时获得的额外电量拍摄了一幅名为“赛丁泉山”（Bonestell）的全景高清图。而其他时候，当太阳光只够为电池充电时，与地球的通信被最小化，所有不必要的仪器都被关闭。冬至时，发电量降至每火星日235瓦时。

#### 冬季尘暴
2008年11月10日，一场大沙尘暴进一步将太阳能电池的输出量降至每天89瓦时（320千焦耳），这是一种极低的水平。美国宇航局官员希望勇气号能在风暴中挺过来，一旦风暴过去，天空开始放晴，输电量就会上升。他们试图通过长时间关闭包括加热器在内的系统来节省电能。2008年11月13日，漫游车苏醒并按计划与任务控制中心进行了通信。
从2008年11月14日到2008年11月20日（火星日第1728天至1734天），勇气号日均发电169瓦时（610千焦耳）。日耗电约27瓦时（97千焦耳）的热辐射光谱仪加热器自2008年11月11日起就被停用，对热辐射光谱仪的测试表明，它并未损坏，加热器将在充足的电能下重新启用。太阳位于地球与火星之间的太阳会合于2008年11月29日开始，直到2008年12月13日才与漫游车进行通信。

### 2009年

#### 电能提升
2009年2月6日，一股有利的和风吹去了积聚在面板上的一些尘埃，导致每天的电量输出升至240瓦时（860千焦耳）。美国宇航局官员表示，这些增加的电量主要用于行驶。
2009年4月18日（第1879个火星日）和2009年4月28日（第1889个火星日）太阳能电池板输出的电量因清洁事件而增加。勇气号太阳能电板每天输出的电量从2009年3月31日的223瓦时（800千焦耳）升至2009年4月29日的372瓦时（1340千焦耳）。

#### 沙坑

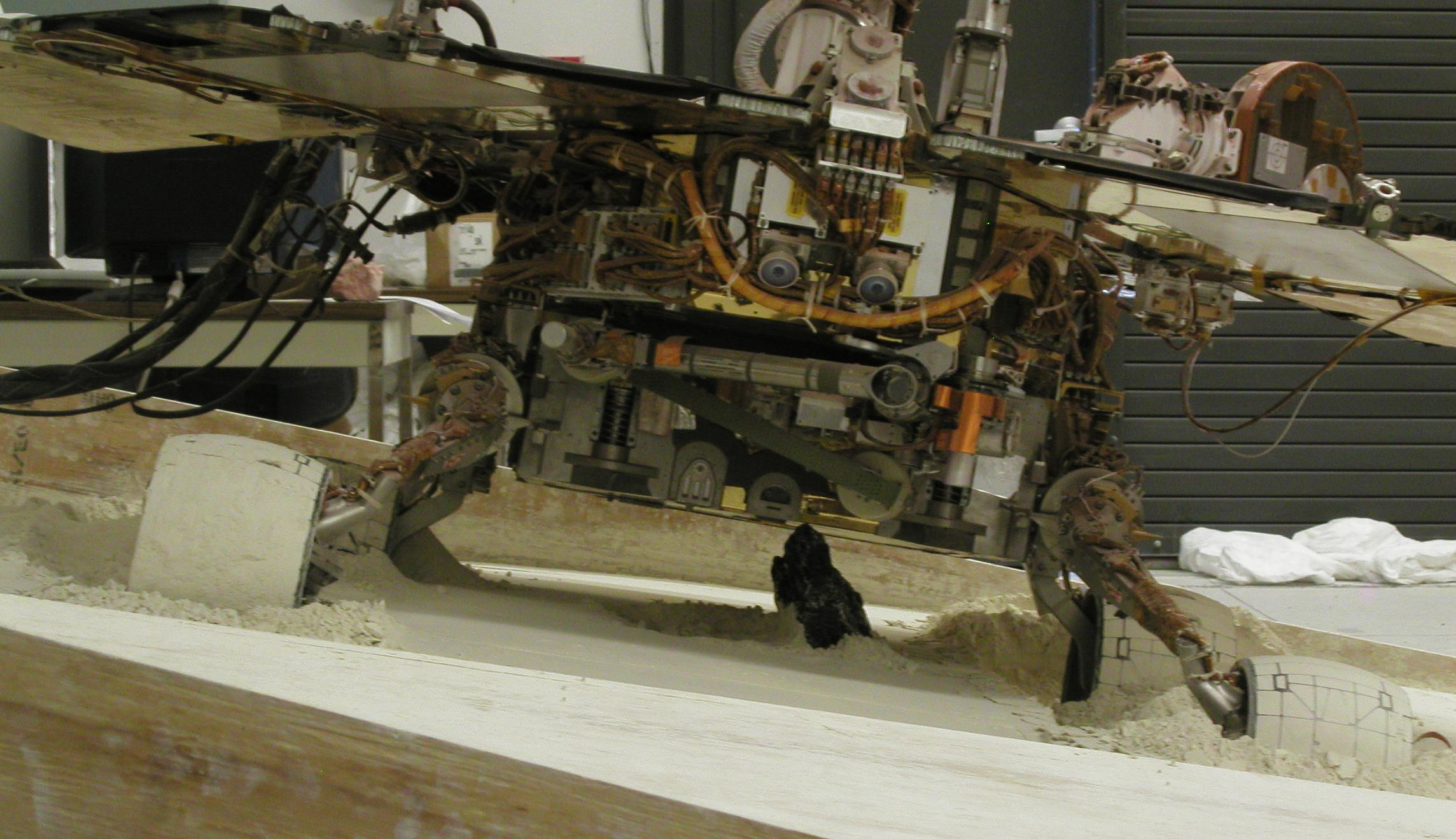
工程师们尝试在实验室里模拟“勇气号”被困在岩石中以及被漫游车左前轮搅动的疏松材料状况。

2009年5月1日（第1892个火星日），漫游车陷入了软沙中，车身被困在一片隐藏于正常地表下的硫酸铁（黄钾铁矾）沙地中动弹不得。硫酸铁的内聚力很小，使得漫游车车轮无法获得足够的牵引力。
喷气推进实验室团队成员通过漫游车模型和计算机模型模拟了这一情况，试图让漫游车重回正轨。为了在地球上再现火星低重力和弱气压条件下的土壤力学状况，喷气推进实验室在一只特殊的沙箱中用一辆更轻的勇气号模型进行了试验，试图模拟低重力下固结不良土壤的内聚性行为 ，初步解救行动于2009年11月17日开始。
2009年12月17日（第2116个火星日），右前轮在四次旋转尝试中，前三次突然开始正常运转。不知道如车轮再次完全运行将对漫游车的脱困会产生何种影响。11月28日（第2097个火星日），右后轮也抛锚了，在任务剩余时间中一直无法操作。这使得漫游车只有四只可完全工作的车轮。如果团队无法获得使车辆移动并调整太阳能电池板角度，或获得有利的风力来清洁电池板，那么漫游车就只能维持运行到2010年5月。

### 2010年

#### 特洛伊陨击坑的火星冬天
2010年1月26日（第2155个火星日），在数月解困无果后，美国宇航局决定将移动机器人改为固定研究平台。为了让平台电池能更有效地充电，尝试调整更合适的平台太阳朝向，以确保某些系统能在火星冬季保持运行。2010年3月30日，勇气号跳过了计划中的通信会话，正如最近的电源预测所预期那样，它可能已进入了低功耗的休眠模式。

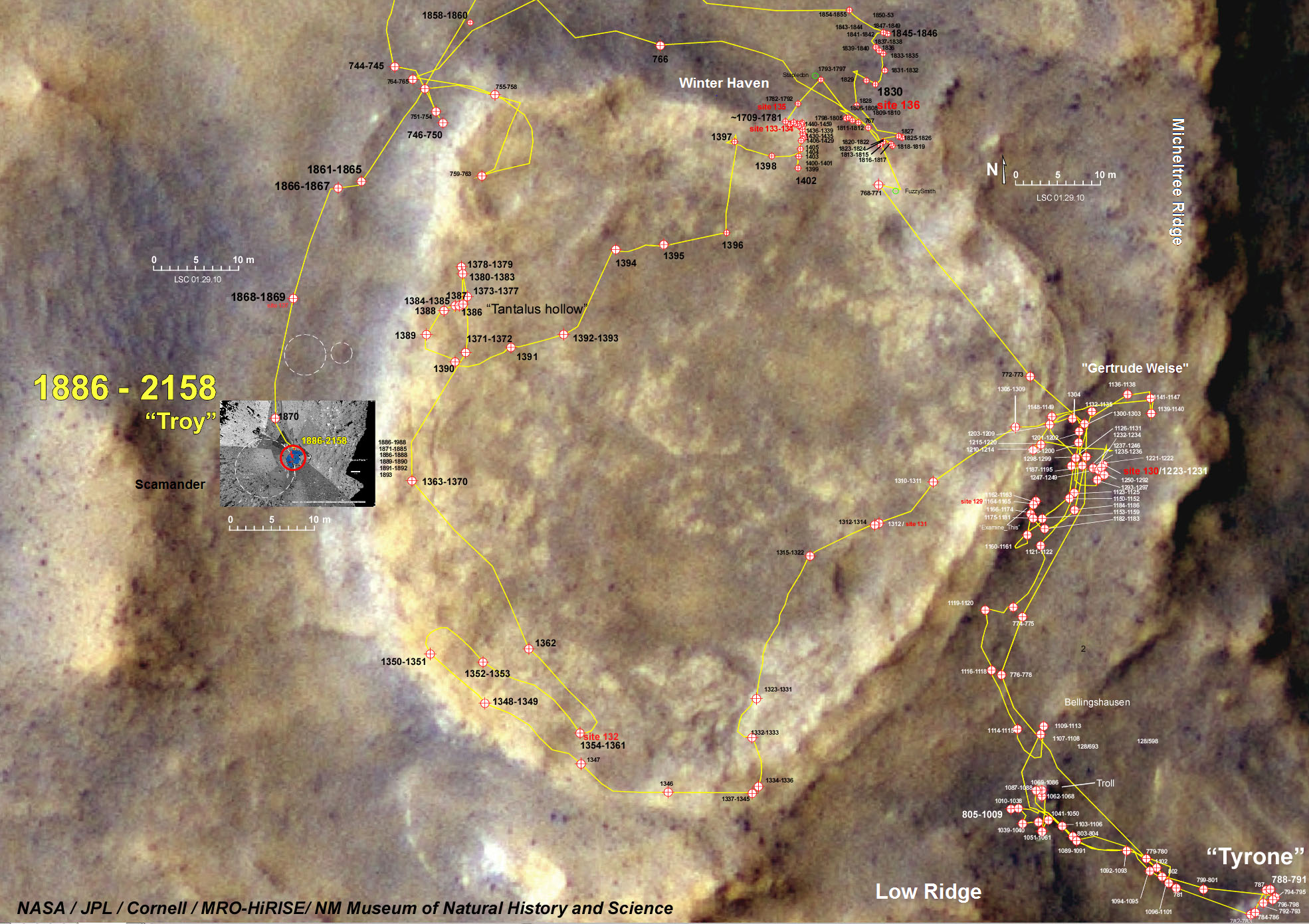
勇气号环绕本垒岩和终点位置行驶的最后旅程。

与勇气号的最后一次通信是在2010年3月22日（第2208个火星日），并且很可能漫游车上的电池在某个时刻耗去了太多电量，导致任务时钟停止。以前冬季期间，漫游车可停泊在面朝太阳的斜坡上并使车内温度保持在摄氏−40度（华氏-40度）以上，但由于现在漫游车被困于平地，据估计其内部温度已降至摄氏−55度（华氏-67度）。如果勇气号能在这些条件下挺过来，并再发生一次除尘事件，则有可能在2011年3月的南部夏至，太阳辐射能量将会升高到足以唤醒它的水平。

#### 通讯尝试
勇气号在本垒岩西侧一处名为“特洛伊”的位置保持静默。2010年3月22日（第2208个火星日）之后，就没有与漫游车之间发生过任何联系。
勇气号很可能遇到了低功率故障，关闭了包括通信在内的所有子系统，进入深度休眠，并设法给电池充电；也有可能遭遇任务时钟故障，如果发生这种情况，漫游车将失去计时功能并尝试保持休眠状态，直到足够的阳光照射到太阳能电池板上将它唤醒。这种状态被称为“太阳能律动”。如果漫游车从任务时钟故障中苏醒，它只能倾听。从2010年7月26日开始（第2331个火星日），实施了一款新程序来解决可能的任务时钟故障。
每个火星日，深空网任务控制器就会发送一组X波段的“扫描和蜂鸣”指令。如果漫游车发生了任务时钟故障，且又在白天被唤醒，那么它会在苏醒时以每小时20分钟的短暂间隔接收信号。由于可能存在时钟故障，这一20分钟的监听间隔时间并不确定，因此发送了多条“扫描和蜂鸣”指令。如果漫游车听到其中一条指令，它就会发出X波段的蜂鸣信号，更新任务控制器状态，并允许他们对漫游车状态作进一步的调查，但即使采用了这一新策略，漫游车还是未做出任何回应。
直到无法移动前，勇气号漫游车已在火星表面累计行驶了7730.50米。

### 2011年

#### 任务终止
直到2011年5月25日，喷气推进实验室还在尝试与勇气号重新取得联系，而美国宇航局则已对外宣布停止与勇气号的联络并结束任务。据美国宇航称，由于“没有足够的电量来开启救生加热器”，漫游车可能经受了过冷的“内部温度”，而这又是“火星上没有太多阳光的严冬”所造成的结果，许多关键部件和连接件会“易受严寒破坏”。曾用于支持勇气号所需的资源已转为支持仍活跃的机遇号漫游车以及正在探索盖尔撞击坑的好奇号探测车并在六年前就已这样实施了。

## 发现
古瑟夫平原上的岩石是一种玄武岩，含有橄榄石、辉石、斜长石和磁铁矿等矿物。由于颗粒很细粒的，带有不规则的洞眼（地质学家会说它们有囊泡和洞孔），它们看上去就像火山玄武岩。
平原上的大部分土壤来自当地崩解的岩石，在一些土壤中所发现的含量相当高的镍，可能来自于陨石。
分析表明，岩石被微量水轻微改变。外表的涂层和岩石内裂缝表明存在可能是溴化物的水沉积矿物，所有岩石都蒙覆着一层薄薄的尘埃和一层或多层的坚硬物外壳。其中一些可以刷掉，而另一些则要用岩石钻磨工具研磨。
哥伦比亚丘陵有各种各样的岩石，其中一些已经被水蚀变，但并非被大量的水所改变。
古瑟夫撞击坑中的尘埃与火星各处的一样，所有的尘埃被发现都带有磁性。此外，勇气号发现磁性是由磁铁矿矿物所引起，尤其是含有钛元素的磁铁矿。一块磁铁能够彻底吸走所有的尘埃，因此所有的火星尘埃被认为都有磁性。尘埃的光谱与轨道卫星探测到的塔尔西斯和阿拉伯高地中明亮、低热惯性区域的光谱相似。所有表面都覆盖着一层厚度可能不足1毫米的薄薄尘埃，它里面的物质含有少量化学结合态水。

### 平原
对平原岩石的观察表明，它们含有辉石、橄榄石、斜长石和磁铁矿等矿物。这些岩石可以以不同的方式分类。矿物的数量和类型使这些岩石被归类为原始玄武岩，也称苦橄玄武岩，与被称为玄武质科马提岩的古代陆生岩石相似。
平原上的岩石也类似于来自火星的玄武质辉玻无粒陨石。一种岩石分类系统是在图表上比较碱金属元素和二氧化硅的数量，在该系统中，古瑟夫平原岩石位于玄武岩、苦橄玄武岩和碱玄岩交界处附近，欧文-巴拉格分类系统将它们称之为玄武岩。平原岩石的变化非常轻微，可能是由薄水膜所造成，因为它们更柔软，并且含有可能是溴化合物的浅色材质纹理、涂层或外壳。据认为，少量的水可能已进入裂缝（导致矿化作用）。岩石上的涂层可能是在岩石被掩埋并与水和尘埃薄膜相互作用时产生的。它们被改变的一个迹象是，与地球上发现的同类岩石相比，研磨这些岩石更容易。

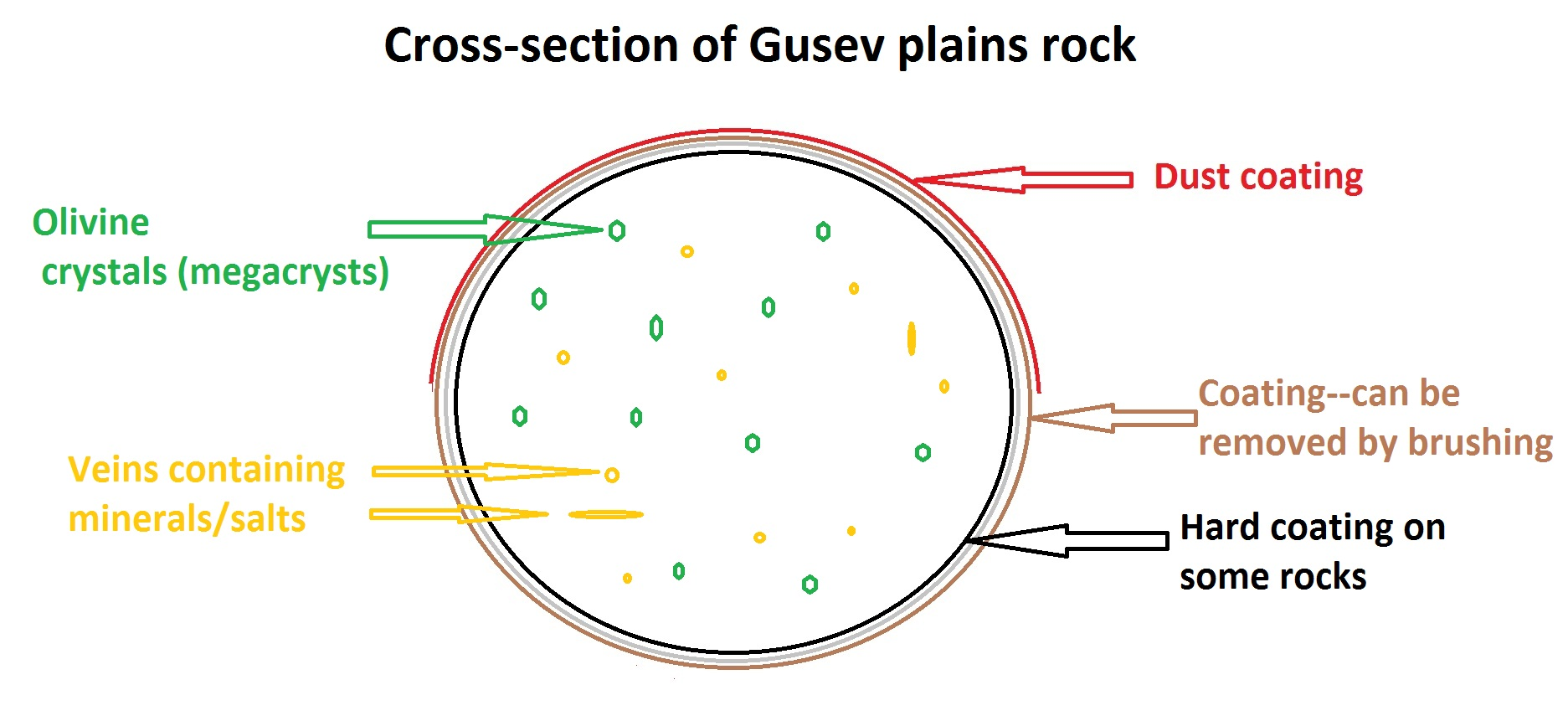
古瑟夫撞击坑平原典型岩石的横截面图。大多数岩石都含有一层尘埃和一层或多层坚硬薄外壳。可看到水沉积矿物的矿脉以及橄榄石晶体。矿脉中可能含有溴盐。

### 哥伦比亚丘陵
科学家们在哥伦比亚丘陵发现了多种岩石类型，并将它们分为六种不同的类别。这六种类别分别是：克洛维斯、许愿石、和平、瞭望塔、后支索和独立。它们以每群岩石中最突出的一块所命名。通过阿尔法粒子X射线光谱仪测量，它们的化学成分彼此间明显不同。最重要的是，哥伦比亚山上的所有岩石都因含水流体而显示出不同程度的变化。它们富含磷、硫、氯和溴元素，所有这些元素都可在水溶液中携带。哥伦比亚山的岩石含有玄武岩玻璃以及不同数量的橄榄石和硫酸盐。橄榄石的丰度与硫酸盐含量成反比，这正是所期望的结果，因为水会破坏橄榄石，但有助于产生硫酸盐。
据信酸雾改变了一些了望塔类的岩石，在坎伯兰山脊一段200米（660英尺）长的区域和赫斯本德山顶，某些地方变得不那么晶态，而是更加无定形。火山喷出的酸性水蒸气溶解了一些矿物质，使它们结为一体。当水蒸发时，形成水泥并产生小突起。在实验室中，当玄武岩暴露在硫酸和盐酸中时，也观察到了这种作用过程
克洛维斯群特别有趣，因为穆斯堡尔光谱仪在其中检测到针铁矿。针铁矿只在存在水的情况下才能形成，因此它的发现是哥伦比亚山岩石中过去有水的第一个直接证据。此外，岩石和露头的穆斯堡尔光谱显示橄榄石的存在量大幅下降，尽管这些岩石可能曾含有过大量橄榄石。橄榄石是缺水的标志，因为它在有水的情况下极易分解，而发现的硫酸盐则需要水才能形成。许愿石含有大量斜长石、一些橄榄石和硬石膏（一种硫酸盐）；和平岩显示出硫和结合态水的有力证据，因此怀疑存在水合硫酸盐。瞭望塔类岩石缺乏橄榄石，因此它们可能已被水蚀变；独立类显示出一些粘土的迹象（也许是蒙脱石家族之一的蒙脱土），而粘土则需要暴露在水中相当长时间才能形成。哥伦比亚丘陵一种叫做帕索·罗布尔斯的土壤可能是蒸发沉积物，因为它含有大量硫、磷、钙和铁。此外，穆斯堡尔光谱仪还发现，帕索-罗伯斯土壤中的大部分铁为氧化态，即Fe3+形式，如果存在水，就会发生这种情况。
在六年任务的中期（该任务本应只持续90天），在土壤中发现了大量纯二氧化硅。二氧化硅可能来自于土壤与酸性蒸汽的相互作用，而酸性蒸汽只能由存在水时的火山活动或温泉环境中的水所产生。
在勇气号停止工作后，科学家们研究了来自小型热辐射光谱仪（Mini-TES）的旧数据，证实了大量富含碳酸盐岩石的存在，这意味着该星球上的某些地区可能曾存在过液态水，碳酸盐是在一块名为“科曼奇”的岩石露头中发现的。
总之，勇气号在古瑟夫平原发现了轻微风化作用的证据，但没有证据表明那里曾存在过湖泊。然而，在哥伦比亚丘陵，有明显的证据表明存在适度的水蚀作用，证据包括硫酸盐、针铁矿和碳酸盐矿物等，它们都只能在有水情况下才能形成。据信古瑟夫撞击坑可能很久前有过一座湖泊，但后来被火成物覆盖了。所有的尘埃都含有一种磁性成分，这种成分被认定为含有部分钛磁铁矿。此外，覆盖火星表面一切的薄薄尘埃层在火星所有地方都一样

## 天文学
勇气号将相机指向夜空，观察到了火星卫星得摩斯（参见火卫二凌日）凌日的现象。它还在2004年3月初拍摄了从另一行星表面拍摄的首张地球照片。
2005年末，勇气号在电能充足的情况下，对火星的两颗卫星福波斯和得摩斯进行了多次夜间观测。这些观察结果包括月食（或更确切地说是“福波斯食”），因为勇气号看到了福波斯消失在火星阴影中。勇气号上的一些星光观测旨在寻找预测由哈雷彗星引发的流星雨，尽管至少有四条疑似流星的成像条纹，但它们无法与宇宙射线所引起的流星光相区别。
2005年1月12日，一次从火星看到的水星凌日约发生在协调世界时14时45分至23时05分之间。理论上讲，这一现象都可被勇气号和机遇号观察到，但相机分辨率无法看到视直径仅6.1弧秒的水星。它们能观察到得摩斯过境太阳的凌日，但这是在2弧分的视直径下，得摩斯的视直径大约是水星6.1弧秒视直径的20倍。喷气推进实验室线上历书系统生成的星历数据表明，两辆漫游车都能观察这次水星凌日，机遇号是从开始到当地相当于地球协调世界时间19时23分左右的落日时，而勇气号则是在当地协调世界时的19时38分日出起到凌日结束。

## 设备磨损和故障
这两辆火星车都多次超出了最初设定的90个火星日任务时间。在地表时间的延长以及对组件的额外压力，导致产生了一系列的问题。
2006年3月13日（第778个火星日），右前轮在火星上行驶4.2英里（7公里）后停止工作。工程师们拖着卡死的车轮开始向后倒退着驾驶漫游车。尽管这一做法改变了驾驶方式，但拖曳作用成为一种有效的手段，在行驶中清除了地面上的部分土壤，从而使漫游车可对通常无法进入的区域进行成像。然而，在2009年12月中旬，令工程师们惊讶的是，右前轮在第2113个火星日的车轮测试中显示出轻微的转动，在第2117个火星日的四车轮测试中，三只以正常阻力明显旋转，但第四只不动。2009年11月29日（第2098个火星日），右后轮也失灵了，在任务剩余时间中一直无法运作。
由于暴露在恶劣的火星环境中，探测设备也出现了退化，探测耗时比任务规划人员预期的要长得多。随着时间的推移，岩石钻磨工具树脂研磨表面的金刚石逐渐磨损，之后该设备只能用于清刷目标。其他的所有探测设备和工程相机则继续工作，直到联系中断，但在临近勇气号寿命即将结束时，因半衰期271天的钴-57伽马射线源的衰变，穆斯堡尔光谱仪产生结果的耗时比任务早期变得更长。

## 荣誉

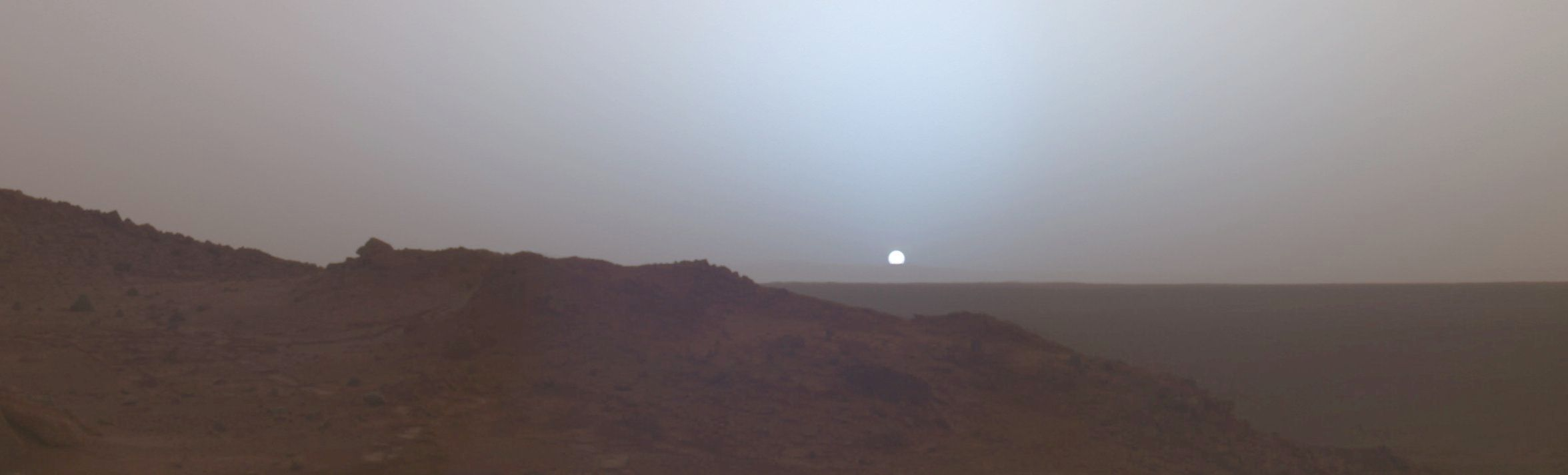
勇气号在2005年拍摄的火星日落

### 致火星车
为纪念勇气号对火星探索的巨大贡献，以它的名字命名了小行星37452勇气星。该名字是由英格丽德·范豪滕-赫鲁内费尔德所提出，她与丈夫科内利斯·约翰内斯·范豪滕以及汤姆·赫雷尔斯一道在1960年9月24日发现了这颗小行星。
舰队科学中心（Reuben H. Fleet Science Center）和自由科学中心（Liberty Science Center）还上演了使用计算机动画和真实图像记录勇气号和机遇号旅程的超大荧幕电影《漫游火星》。
2014年1月4日，许多新闻网站都发表了对它登陆火星十周年的庆祝，尽管已失去通信快四年。
为了纪念该漫游车，喷气推进实验室团队将机遇号漫游车所探索的奋斗撞击坑附近的一片区域命名为“勇气点”。

### 从火星车
2004年1月27日（第22个火星日），美国宇航局将“哥伦比亚纪念站”以北的三座山丘命名为阿波罗1号丘陵以纪念阿波罗1号的机组人员。2004年2月2日（第28个火星日），为纪念哥伦比亚号航天飞机最后任务中的宇航员，美国宇航局将着陆点以东的一群山丘命名为哥伦比亚山复合体，而该地区的七座山峰则分别命名为“安德森”、“布朗”、“乔拉”、“克拉克”、“赫斯本德”、“麦库尔”和“拉蒙”，美国宇航局已将这些地理特征名称正式提交于国际天文联合会审批。

## 图集
漫游车可用不同的相机进行拍照，但只有全景相机能够用不同的滤镜拍摄场景。全景视图通常是由全景相机图像构建，勇气号在其运行期间共发回了128224张照片

### 视图

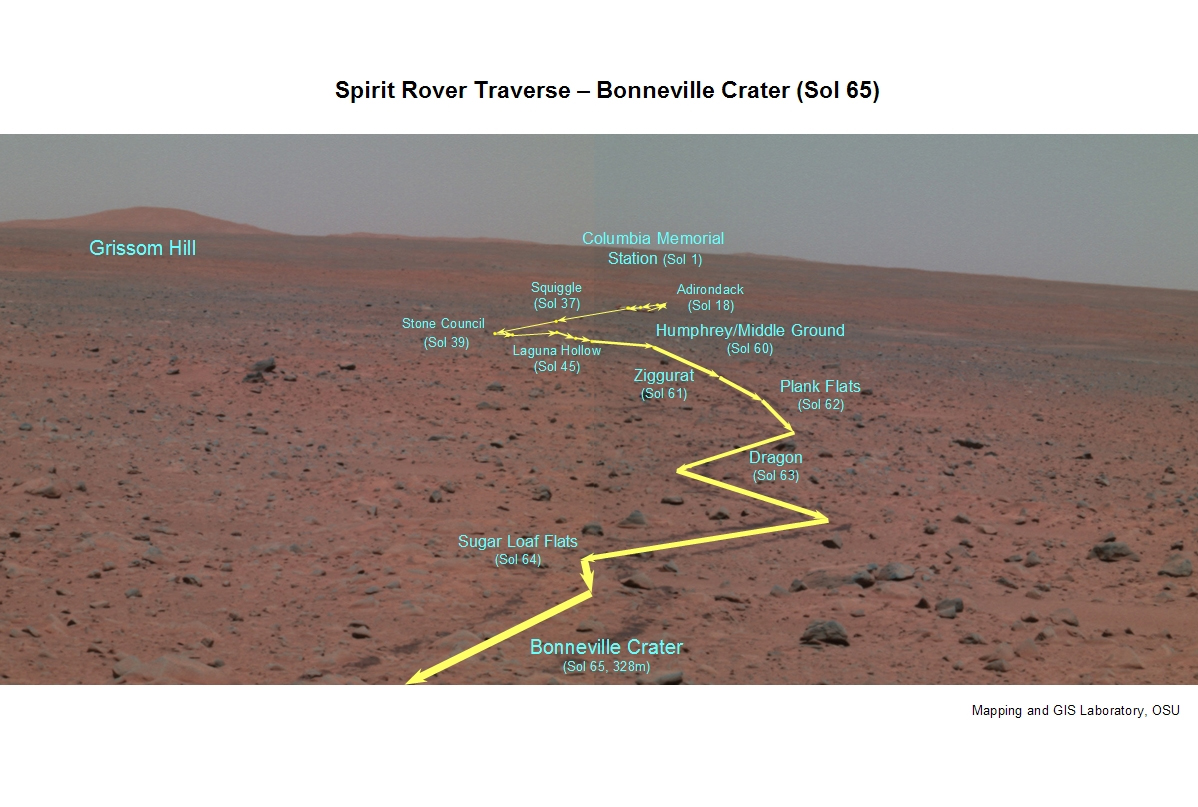
从邦纳维尔撞击坑回望着陆点。
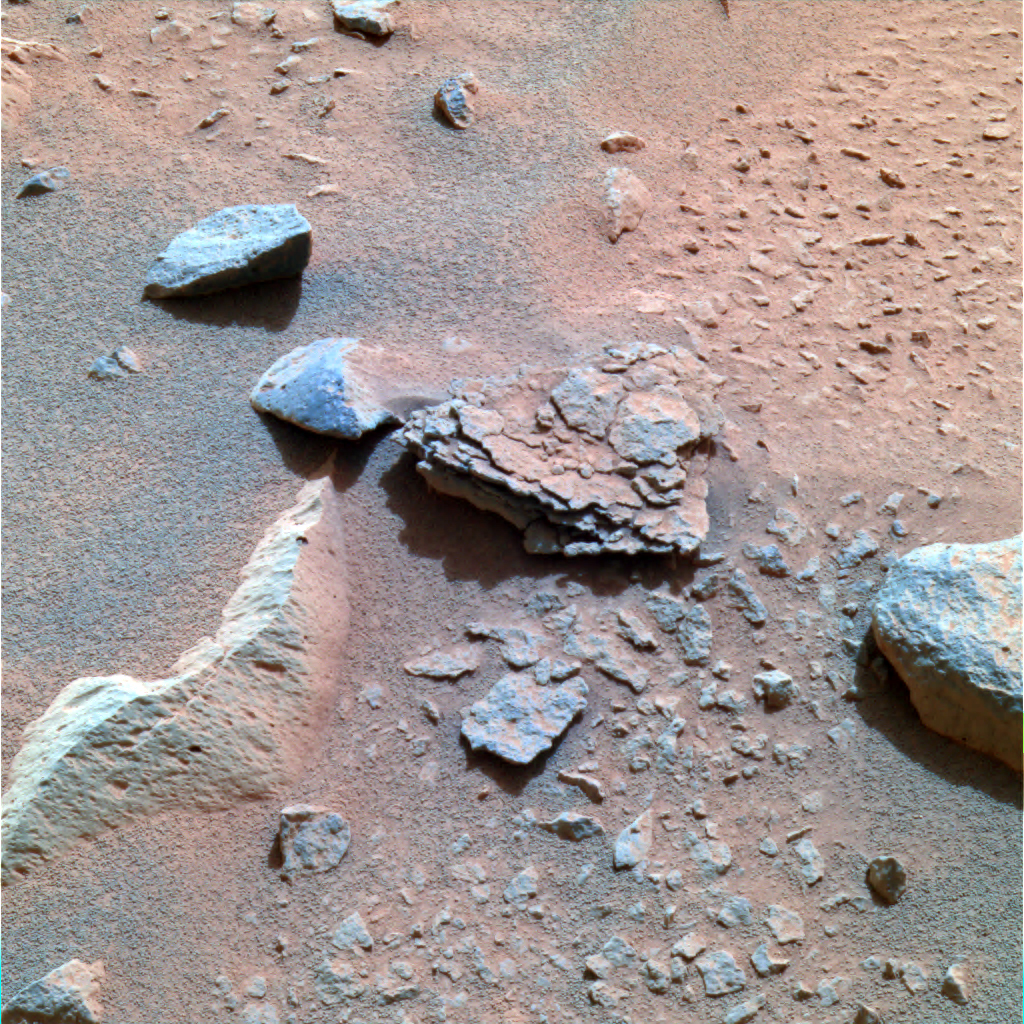
“咪咪岩”伪彩图像。

### 显微图像

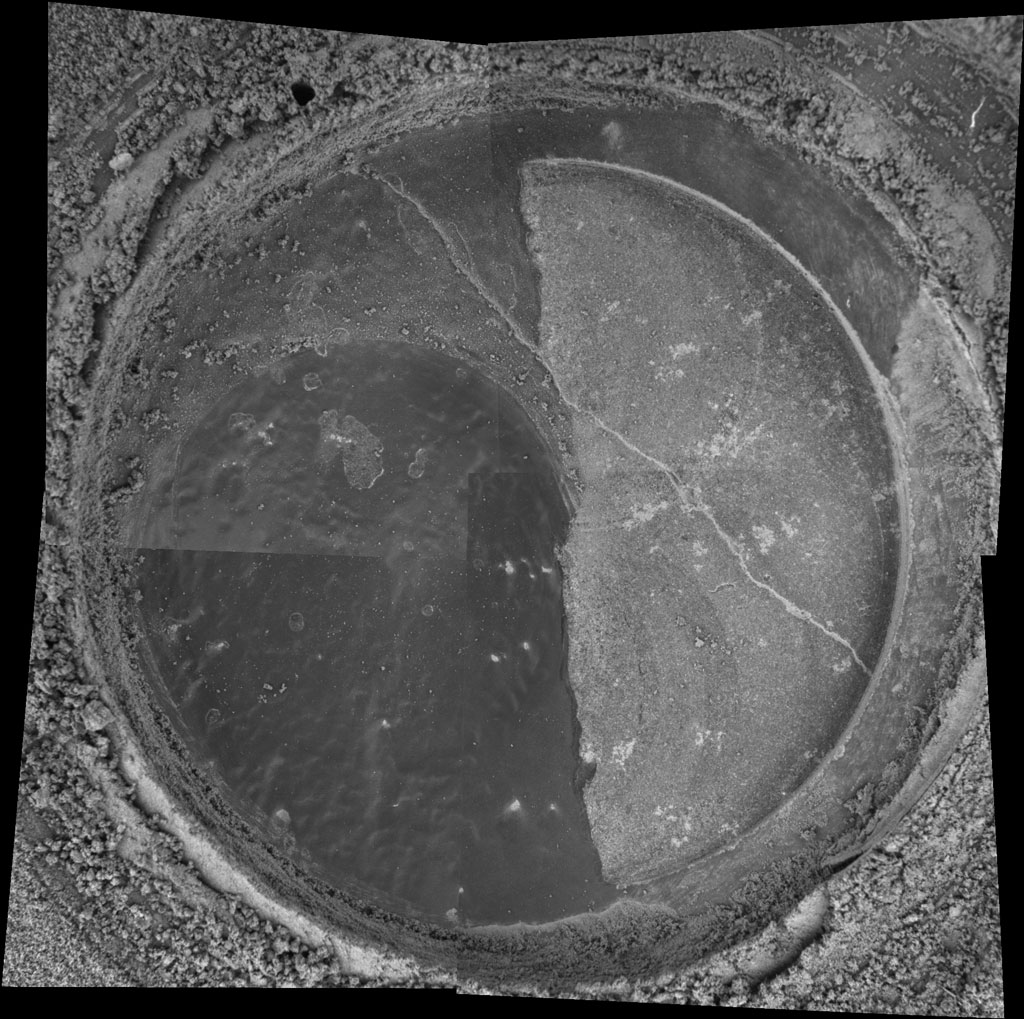
第82个火星日，使用岩石钻磨工具碾磨的马扎察尔岩特写。
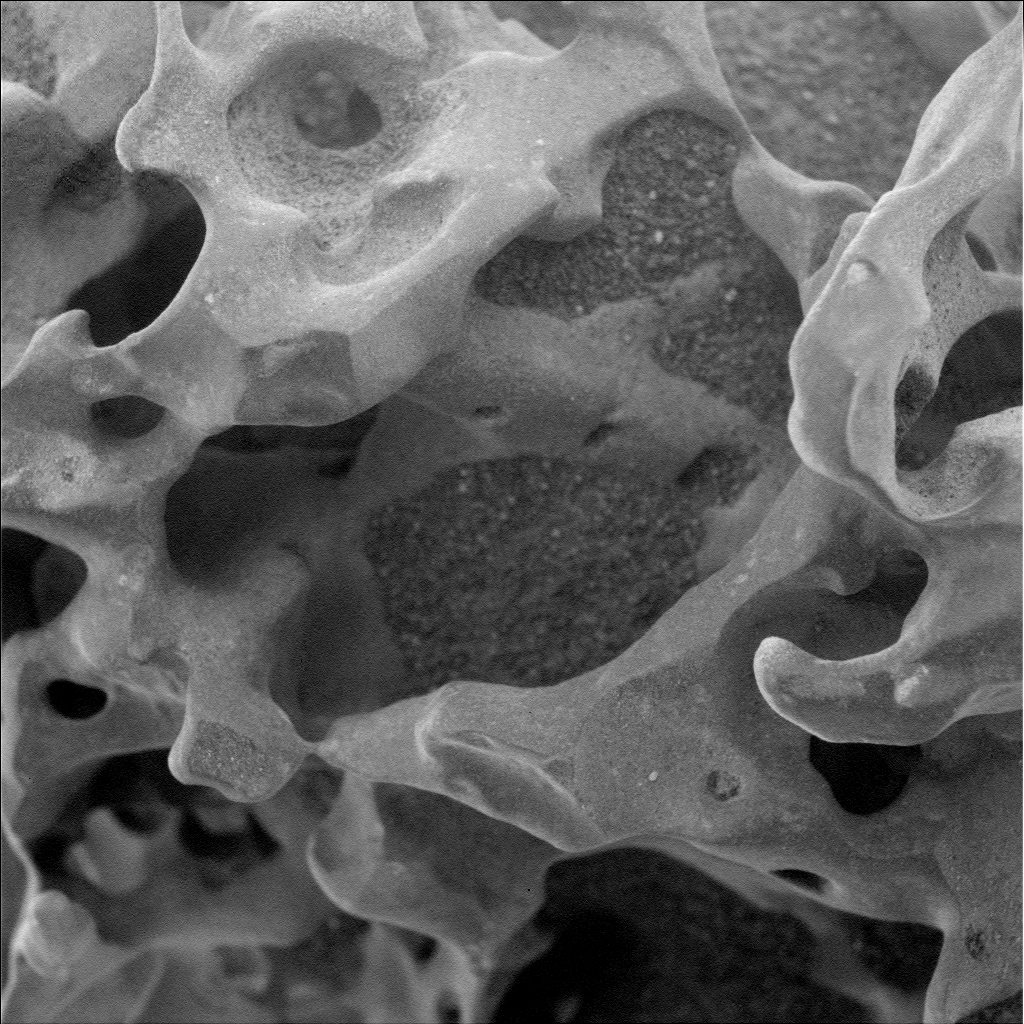
风对已硬化熔岩的侵蚀效应。

### 从轨道

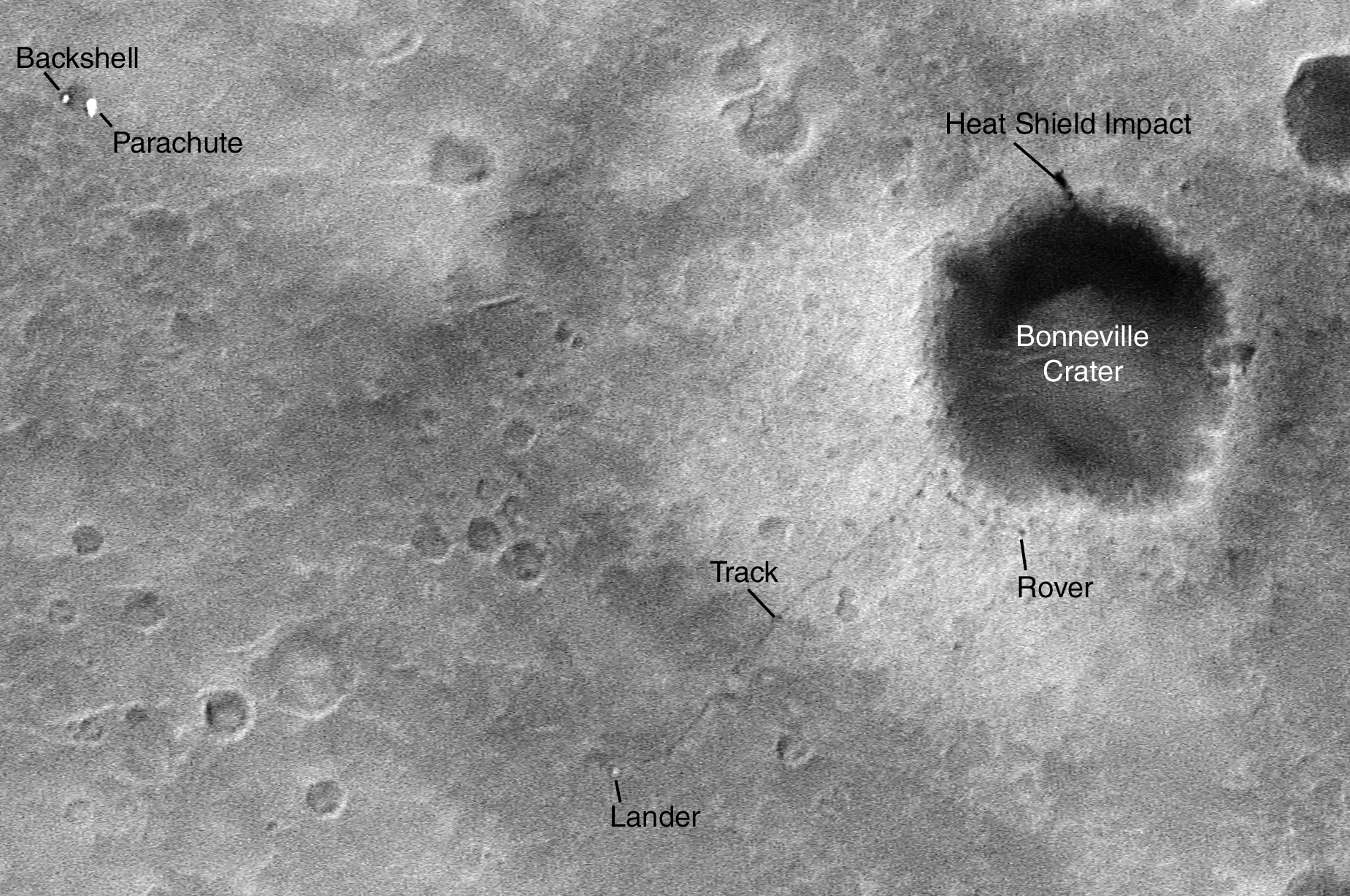
火星全球探勘者号显示的截止第85个火星日的漫游车轨迹。
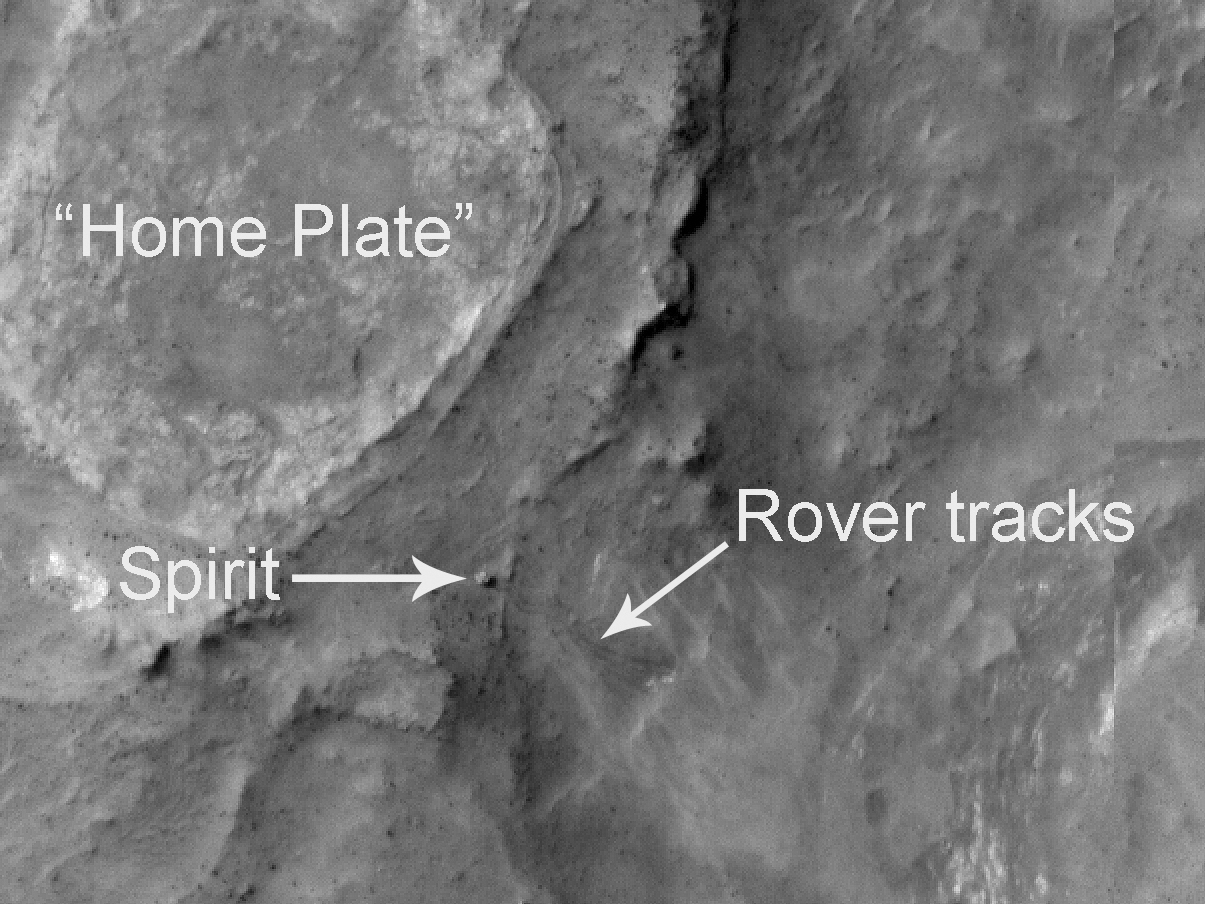
2006年9月29日位于本垒岩旁的勇气号[100]。

### 地图

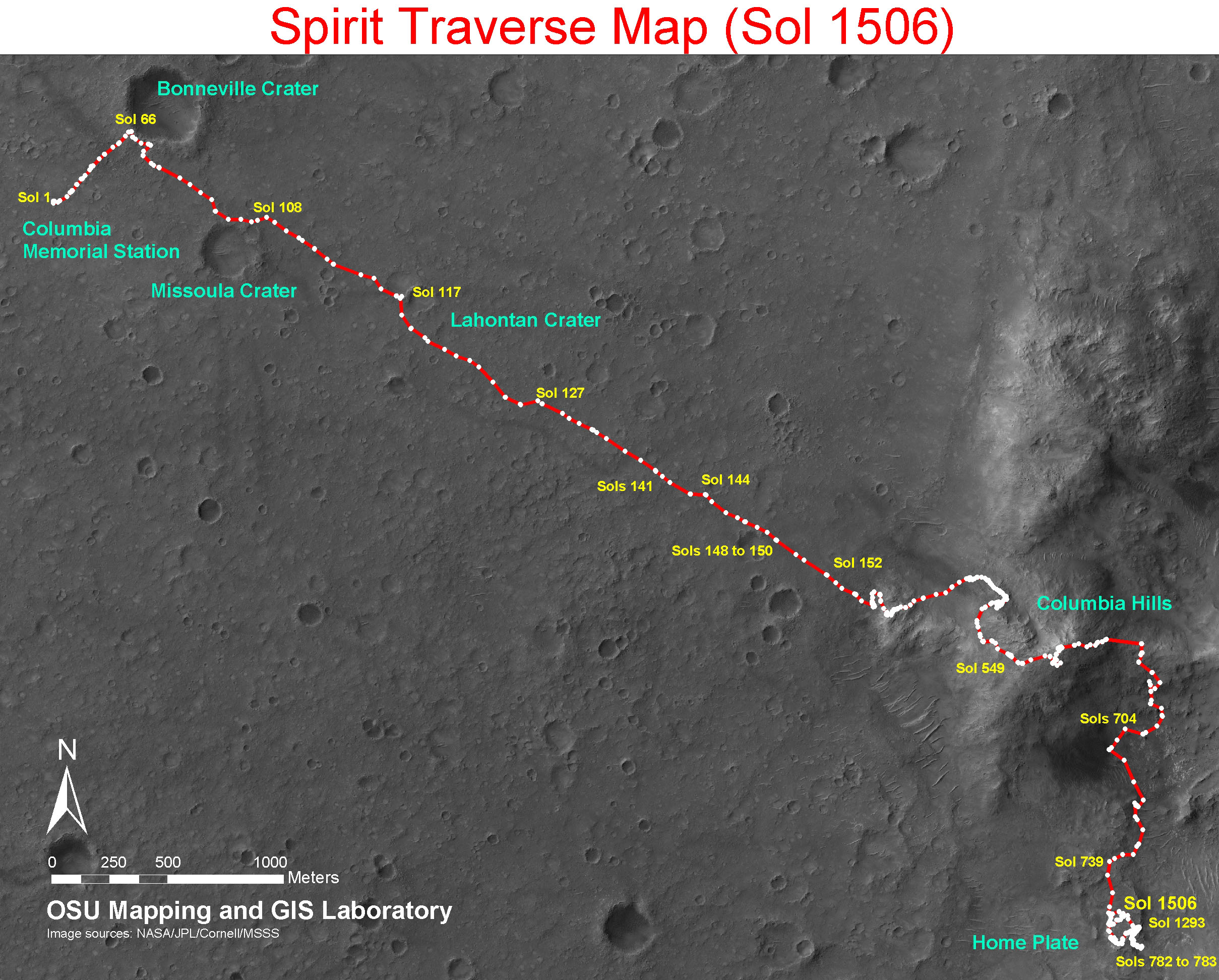
勇气号漫游车行驶地图
从2004年1月到2008年4月
（要了解剩余行驶路线，请参见#特洛伊陨击坑的火星冬天一节中图像）。

## 另请查看
- 埃俄利斯区
- 火星成分
- 好奇号
- 火星生物探测计划
- 火星探测
- 洞察号火星探测器
- 火星生命
- 勇气号和机遇号探访过的火星表面特征
- 火星2020
- 毅力号火星探测器
- 来自火星探测车任务的科学信息
- 海盗号计划
- 祝融号火星车

### 喷气推进实验室、马林空间科学系统和美国宇航局链接
- 喷气推进实验室火星探测漫游车任务主页 （页面存档备份，存于）
- (过期的喷气推进实验室火星探测漫游车主页) （页面存档备份，存于）
- 美国宇航局太阳系探索中的勇气号任务简介
- 行星摄影杂志 （页面存档备份，存于），美国宇航局喷气推进实验室勇气号摄影杂志
- 美国宇航局电视台特别活动日程 （页面存档备份，存于）有关喷气推进实验室举行的火星探测漫游者新闻发布会
- 美国宇航局喷气推进实验室任务状态更新 （页面存档备份，存于）
- Wikisource:美国宇航局火星探测漫游者新闻发布会
- 寻找勇气号：着陆点高分辨率图像（火星全球探勘者号—火星轨道器相机）
- 喷气推进实验室网站致力于解救勇气号
- 火星探测漫游者分析员笔记本 （页面存档备份，存于），交互式访问任务数据和文件

### 其它链接
- SpaceFlightNow Spaceflightnow.com （页面存档备份，存于），2004年5月更新的状态页面
- Marsbase.net，一家追踪火星时间的网站
- MAESTRO – 模拟漫游车的公开版软件 (需要下载，最新更新于2004年10月25日)
- 康奈尔大学漫游者网站：雅典娜 （页面存档备份，存于）最新更新于2006年
- 寻找勇气号：基于海盗号图像制作的交互式火星地图：你可以放大/缩小和移动图像找到你要找的地点。勇气号的大概位置位于南纬14.82（北纬−14.82度）、西经184.85度（=东经5.15度） （页面存档备份，存于）（截至2008年6月4日不工作）
- 标注有勇气号登陆点的谷歌地图 （页面存档备份，存于）
- （AXCH）2004火星探测车亮点—新闻、状态、技术信息、历史等。
- 2005年3月15日，《新科学家》有关勇气号尘暴 的存檔，存档日期May 8, 2008，.
- 2006年4月3日，《新科学家》有关勇气号车轮的报道 （页面存档备份，存于）
- Unmanned Spaceflight.com 有关勇气号的讨论 （页面存档备份，存于） 截止2008年6月4日最新更新于2008年6月4日
- 勇气号在哥伦比亚山拍摄的全屏高分辨率球形全景图[]，nasatech.net,2005年11月23日至12月5日（长时下载，使用Java)
- 勇气号位于赫斯本德山顶的全屏高分辨率球形全景图[]，nasatech.net, 2005年11月23日至12月5日（长时下载，使用Java)
- 有关勇气号的 XKCD 漫画 （页面存档备份，存于）
- 塞恩·多兰拍摄的放大了勇气号最终位置的高分辨率视频 （页面存档备份，存于）
- A.J.S. Rayl 存档 （页面存档备份，存于）在planetary.org上的火星探测漫游者进度报告。